# Utagawa Kuniyoshi

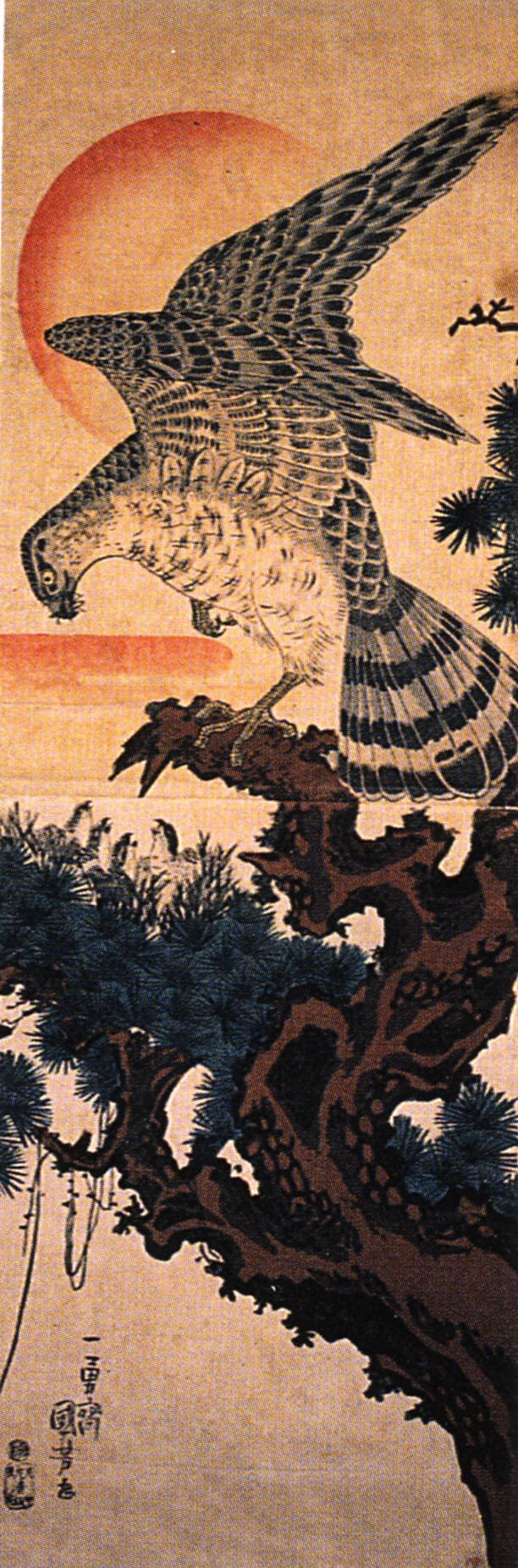
Diều hâu, bản in khắc gỗ

Utagawa Kuniyoshi (歌川 国芳, Hán Việt: Ca Xuyên Quốc Phương; 1 tháng 1 năm 1798 – 14 tháng 4 năm 1861) là một trong những bậc thầy vĩ đại cuối cùng của thể loại tranh in ukiyo-e Nhật Bản. Ông là thành viên của trường Utagawa.
Phạm vi đề tài của Kuniyoshi bao gồm nhiều thể loại: phong cảnh, mỹ nữ, nghệ sĩ kịch Kabuki, mèo và các sinh vật thần thoại. Ông được biết đến qua những bản hoạ về trận chiến của các anh hùng samurai huyền thoại. Tác phẩm nghệ thuật của ông kết hợp cả những kỹ thuật của phương Tây trong tranh phong cảnh và tranh biếm họa.

## Đời sống
Kuniyoshi sinh ngày 1 tháng 1 năm 1798 có tên khai sinh là Yoshisaburō, con trai của thợ nhuộm lụa tên Yanagiya Kichiyemon. Ông từng hỗ trợ công việc kinh doanh của cha mình với tư cách là một nhà thiết kế hoa văn, một số người cho rằng kinh nghiệm từ đây đã ảnh hưởng đến cách ông sử dụng màu sắc và các mẫu dệt vải trong bản in. Người ta nói rằng Kuniyoshi bị ấn tượng bởi những bức tranh in ukiyo-e về chiến binh từ khi mới 7 hoặc 8 tuổi, và cả những tác phẩm khác về nghệ nhân và thường dân (như những hình minh hoạ trong sách hướng dẫn về thợ thủ công). Những điều này phần nào ảnh hưởng đến các bản in sau này do chính ông thực hiện.

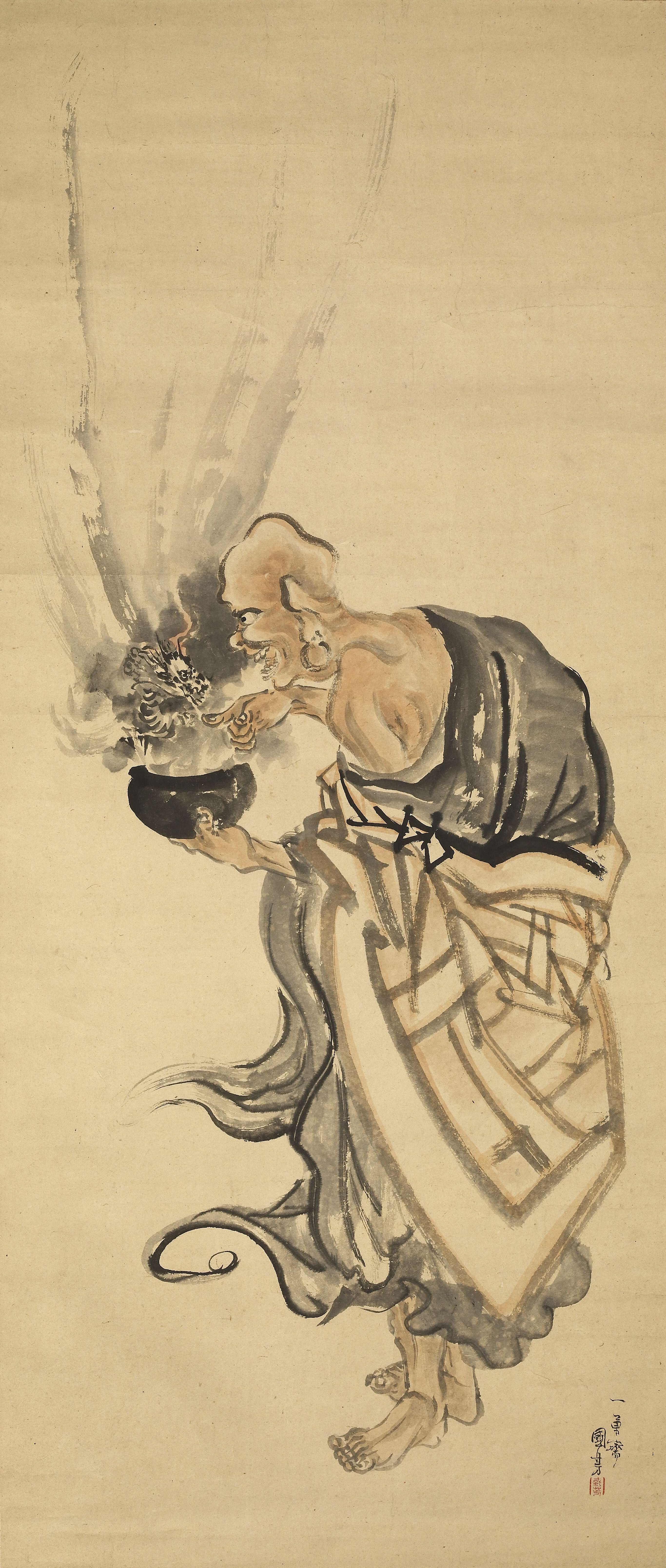
Tranh về La Hán Handaka (Bảo tàng Anh)

Yoshisaburō sớm chứng tỏ năng khiếu hội hoạ của mình ở tuổi 12, nhanh chóng thu hút sự chú ý của bậc thầy ukiyo-e nổi tiếng Utagawa Toyokuni. Ông chính thức được nhận vào xưởng của Toyokuni vào năm 1811, và trở thành một trong những học trò chính của ông. Ông vẫn là một người học việc cho đến năm 1814, là thời điểm ông được đặt cho nghệ danh "Kuniyoshi" và trở thành một nghệ sĩ độc lập. Trong năm này, ông đã cho ra đời xuất bản đầu tiên của mình, đó là các hình minh họa cho kusazōshi gōkan Gobuji Chūshingura, một tác phẩm ăn theo câu chuyện gốc của Chūshingura. Từ năm 1815 đến 1817, ông thực hiện một số minh họa sách cho yomihon, kokkeibon, gōkan và hanashibon, cũng như in các bản in màu độc lập khác về nghệ sĩ kịch kabuki và các chiến binh.
Mặc dù có màn ra mắt đầy hứa hẹn, Kuniyoshi trẻ tuổi đã có nhiều thất bại từ năm 1818 đến 1827, có thể vì thiếu tiền hoa hồng từ các nhà xuất bản, hay từ sự cạnh tranh của các nghệ sĩ khác trong trường Utagawa (Utagawa-ryū). Tuy nhiên trong thời gian này, ông tạo ra những bức tranh về mỹ nhân xinh đẹp (bijin-ga), thử nghiệm với các mẫu dệt lớn cùng với hiệu ứng ánh sáng và bóng tối bắt nguồn từ nghệ thuật phương Tây, mặc dù những nỗ lực của ông cho thấy phần nhiều là bắt chước, thay vì am hiểu thực sự về những nguyên tắc này.
Tình hình kinh tế của ông trở nên tuyệt vọng đến mức, ông buộc phải bán những tấm chiếu tatami đã sử dụng. Qua một cuộc gặp gỡ tình cờ với người đồng nghiệp khá giả là Kunisada, người mà Kuniyoshi cảm thấy rằng vượt trội hẳn về tài năng nghệ thuật của bản thân, điều này càng khiến ông nỗ lực rèn luyện gấp đôi (tuy nhiên giữa hai người vẫn có mối quan hệ tốt, sau này còn hợp tác trong một số loạt bản hoạ).
Trong những năm 1820, Kuniyoshi thực hiện một số tam liên hoạ sử thi, cũng là lần xuất hiện đầu tiên của những nét phong cách cá nhân ông. Năm 1827, ông nhận được thù lao chính thức và là đầu tiên của mình cho bộ tác phẩm Chuyện kể một trăm linh tám vị anh hùng Suikoden nổi tiếng (Tsūzoku Suikoden gōketsu hyakuhachinin no hitori), dựa trên một tiểu thuyết vô cùng nổi của tiếng Trung Quốc, Thuỷ Hử. Trong bộ tác phẩm này, Kuniyoshi minh họa các anh hùng riêng lẻ trên các tờ đơn, xuất hiện các nét vẽ hình xăm trên nhân vật, đây một nét mới lạ đã sớm ảnh hưởng đến thời trang Edo. Bộ tác phẩm Suikoden trở nên cực kỳ nổi tiếng ở Edo, nhu cầu về các bản in chiến binh của Kuniyoshi từ đó cũng ngày càng tăng, giúp ông được gia nhập vào giới ukiyo-e và văn học lớn thời đó.

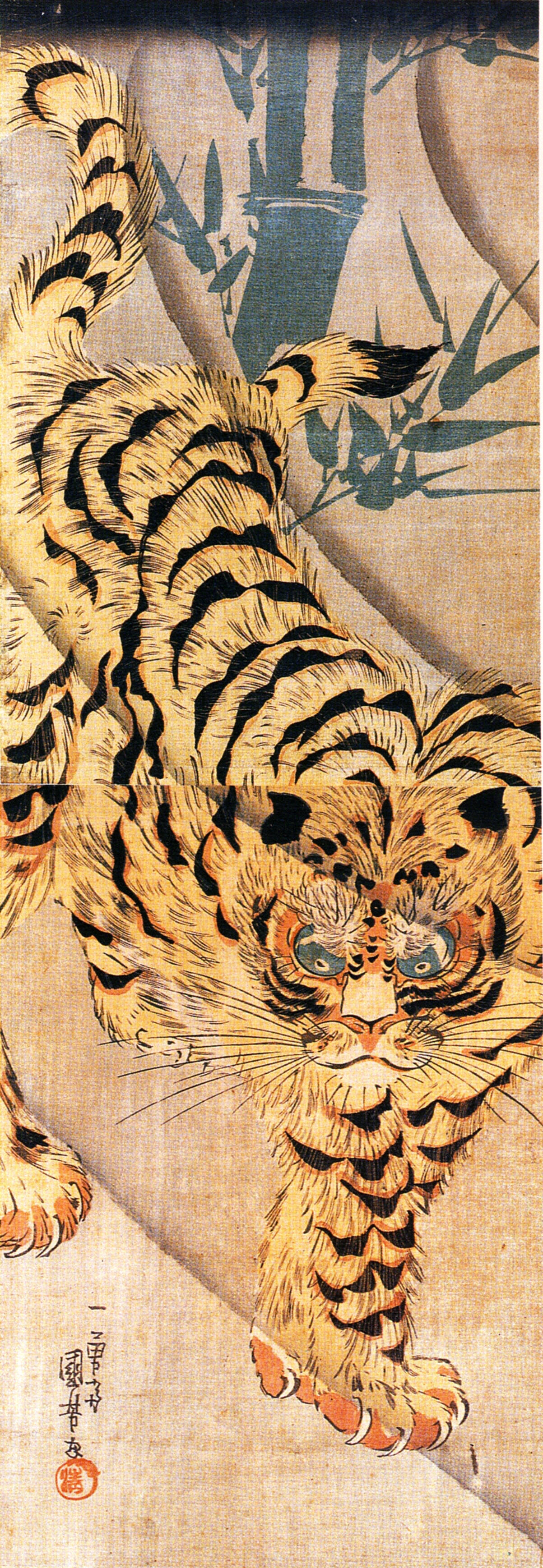
Hổ, bản in khắc gỗ

Ông tiếp tục thực hiện các bản in về chiến binh, xoay quanh các giai thoại về chiến tranh như Truyện kể Heike (Heike monogatari) và Sự trỗi dậy và sụp đổ của Minamoto và Taira (Genpei Seisuiki). Các bản in chiến binh của ông độc đáo ở cách mô tả gay cấn, các nhân vật huyền thoại nổi tiếng thường đi kèm với những giấc mơ, điềm báo, những tình tiết ma quái hay có thể là về những chiến công siêu phàm. Chủ đề này được Kuniyoshi thực hiện nhuần nhuyễn qua các tác phẩm như Bóng ma Taira no Tomomori ở vịnh Daimotsu (Taira Tomomori borei no zu) và Cây cầu Gōjō năm 1839 (Gōjō no bashi no zu), được ông mô tả với những hành động cường độ mạnh về cuộc chiến giữa Yoshitsune và Benkei. Phong cách mới này tỏ ra thu hút sự quan tâm của giới công chúng bởi tính ghê rợn, kỳ quái đang được ưa chuộng vào thời gian đó.
Cuộc cải cách Tenpō năm 1841–1843 nhằm mục đích giảm bớt khủng hoảng kinh tế bằng cách kiểm soát việc trưng bày những vật phẩm xa xỉ nơi công cộng, cùng với đó việc minh họa các kỹ nữ và diễn viên kịch trong ukiyō-e cũng chính thức bị cấm vào thời điểm này. Điều này có thể đã có một số ảnh hưởng đến việc Kuniyoshi sản xuất tranh biếm họa (giga), được ông sử dụng chúng để ngụy trang cho các tác phẩm chủ đề này. Nhiều trong số đó chỉ trích Mạc phủ theo cách tượng trưng và châm biếm (chẳng hạn như thiết kế năm 1843 mô tả Minamoto no Yorimitsu bị ám bởi nhện đất và quái vật), chúng trở nên phổ biến trong giới thành phần bất mãn chính trị. Timothy Clark, người phụ trách nghệ thuật Nhật Bản tại Bảo tàng Anh, khẳng định rằng những chính sách cải cách thời kỳ này đã tạo ra những hậu quả không thể lường trước được. Những hạn chế do chính phủ tạo ra nay biến thành một dạng thử thách, thách thức tính sáng nghệ thuật của Kuniyoshi bằng cách buộc ông phải tạo ra những chỉ trích và cáo buộc ẩn dụ hướng về phía Mạc phủ.
Trong suốt thập kỷ cải cách, Kuniyoshi cũng thực hiện tranh in phong cảnh (fūkeiga), nằm ngoài giới hạn kiểm duyệt và phục vụ cho việc du lịch cá nhân ngày càng phổ biến vào cuối thời Edo Nhật Bản. Đáng chú ý trong số này là bộ tác phẩm Sản vật nổi tiếng từ các tỉnh thành (Sankai meisan zukushi, khoảng 1828–30) - nơi ông ấy kết hợp các kỹ thuật đổ bóng, phối cảnh và sắc tố từ phương Tây - cùng với Thắng cảnh Đông đô vào đầu những năm 1830, chắc chắn bị ảnh hưởng bởi bộ tác phẩm nổi tiếng cùng thời là Ba mươi sáu cảnh Núi Phú Sĩ (Fugaku sanjūrokkei) của Hokusai. Kuniyoshi cũng hướng về những chủ đề hoàn toàn tự nhiên, đặc biệt như động vật, chim và cá theo lối tranh truyền thống của Nhật Bản và Trung Quốc.
Vào cuối những năm 1840, Kuniyoshi bắt đầu vẽ lại tranh vẽ diễn viên kịch kabuki, để trốn tránh kiểm duyệt (hoặc chỉ đơn giản là khơi gợi sự sáng tạo), phong cách lần này của ông đậm chất ngây ngô và tiếu lâm, đáng chú ý nhất có thể kể đến là "Vẽ bậy trên tường nhà kho" (Nitakaragurakabe no mudagaki). Kuniyoshi ở đây men theo lối kịch bản trẻ con, thiếu nhi với những nét chữ kana cẩu thả, đi kèm với khuôn mặt của các diễn viên. Để thể hiện tình yêu của mình dành cho mèo, Kuniyoshi bắt đầu sử dụng mèo thay cho con người trong các vở kabuki và các bản hoạ châm biếm. Vào thời gian này, ông cũng được biết đến là người đã thử nghiệm bố cục mở rộng, phóng đại các yếu tố hình ảnh để đạt được hiệu ứng phóng đại, ấn tượng (ví dụ như bản hoạ Con gái Masakado, công chúa Takiyasha, ở cung điện Soma cũ). Năm 1856 Kuniyoshi bị bệnh bại liệt, gây khó khăn trong việc cử động chân tay. Người ta nói rằng các tác phẩm của ông từ thời điểm này trở nên yếu hơn rõ rệt, từ những đường nét đến sức sống tổng thể của bố cục. Trước khi qua đời vào năm 1861, Kuniyoshi có thể đã chứng kiến sự kiện thành phố cảng Yokohama mở cửa giao thương với người phương Tây, vào năm 1860, ông cho ra đời hai tác phẩm miêu tả những người phương Tây ở thành phố là Quang cảnh Honchō và Phố đèn đỏ ở Yokohama, thuộc thể loại Yokohama-e. Ông qua đời ở tuổi 63 vào tháng 4 năm 1861 tại nhà riêng ở Genyadana.

## Các môn đồ
Kuniyoshi là một người thầy xuất sắc và có rất nhiều học trò tiếp nối nhánh riêng từ trường Utagawa. Những người đáng chú ý có thể kể đến Yoshitoshi, Yoshitora, Yoshiiku, Yoshikazu, Yoshitsuya và Yoshifuji. Nhưng quan trọng nhất trong số đó là Yoshitoshi, người hiện được coi là "bậc thầy cuối cùng" của nghệ thuật in khắc gỗ Nhật Bản. Các môn đồ của ông bắt đầu thực tập chủ yếu xung quanh musha-e, theo phong cách tương tự như của sư phụ. Khi trở thành nghệ sĩ độc lập, nhiều người tiếp tục phát triển các phong cách sáng tạo cao hơn cho riêng mình.
Trong số những người chịu ảnh hưởng của Kuniyoshi có Toyohara Chikanobu. Takashi Murakami cũng cho rằng ảnh hưởng tiên phong của Kuniyoshi đã tạo cảm hứng cho sáng tác của anh.

## Loạt bản họa

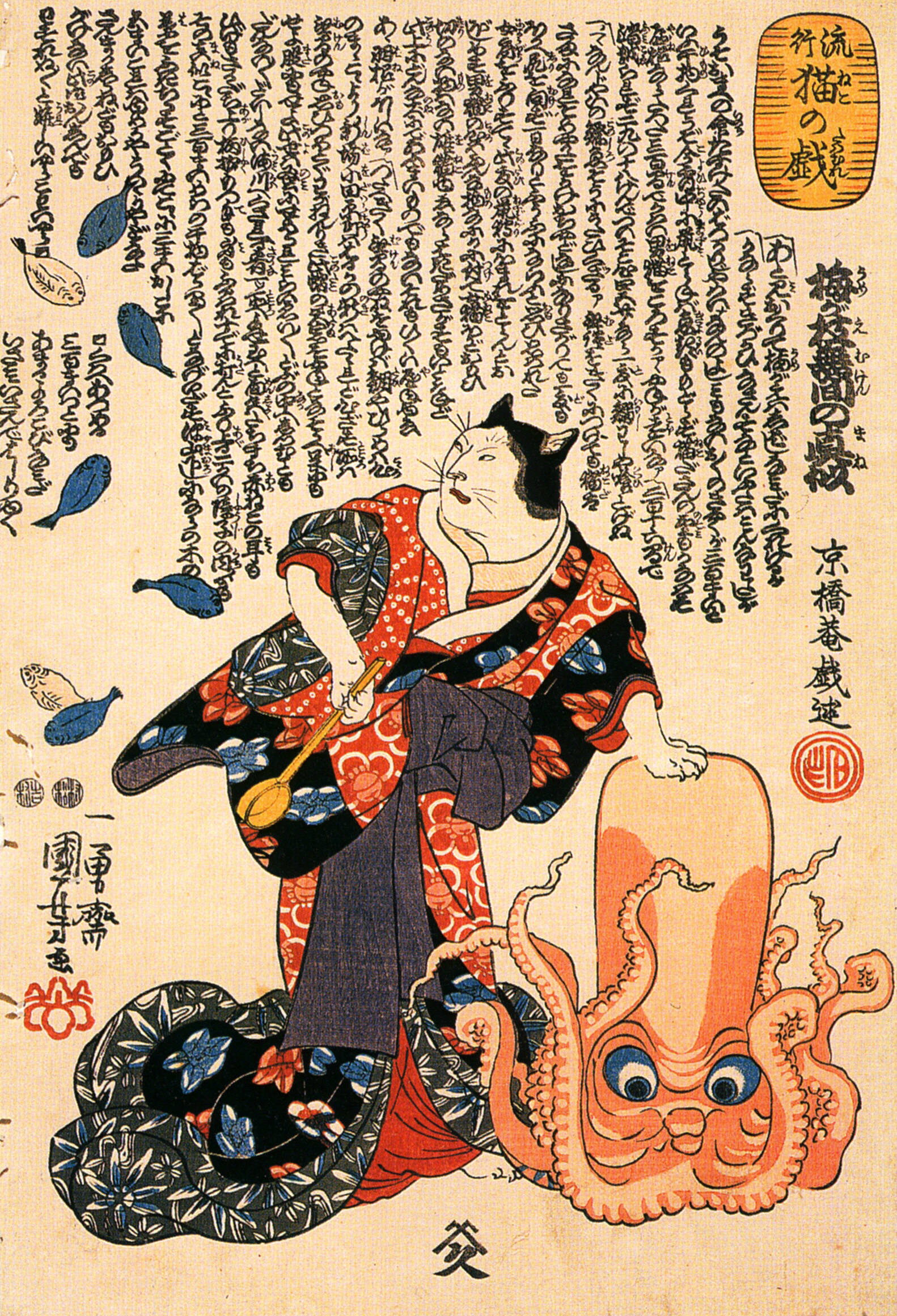
Biến thể của Utagawa Kuniyoshi về chủ đề Chú chuột hóa hầu gái

Dưới đây là một phần danh sách các loạt bản họa của Kuniyoshi theo thời gian:

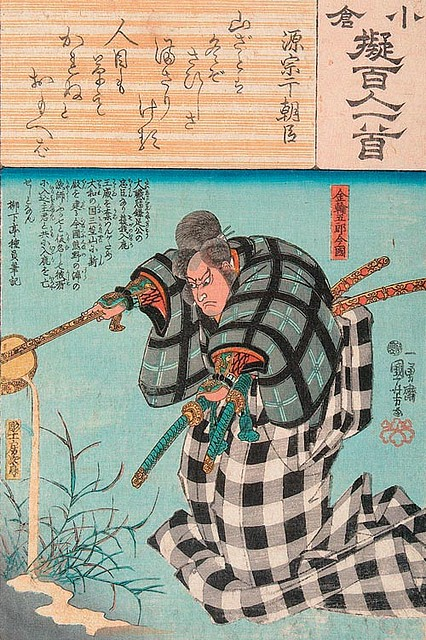
Kanama Goro Imakuni, bản in khắc gỗ (Bảo tàng Quốc gia, Warsaw)

- Tiểu sử tóm tắt được minh họa của Người sáng lập (c. 1831)
- Thắng cảnh Đông Đô (khoảng 1834)
- Anh hùng của đất nước chúng ta Suikoden (khoảng năm 1836)
- Chuyện kể những người phụ nữ thông thái và đức hạnh (khoảng 1841-1842)
- Năm mươi ba bản mô phỏng Tōkaidō (1843–1845) (với Hiroshige và Toyokuni III)
- Nhị thập tứ hiếu (1843–1846)
- Nhị thập tứ hiếu bản nhi đồng (1844–1846)
- Lục ngọc hà (1847–1848)
- Fidelity in Revenge (c. 1848)
- Nhị thập tứ hiếu của Trung Quốc (khoảng năm 1848)
- Sáu mươi chín trạm nghỉ Kisokaidō (1852)
- Chân dung các Samurai với lòng trung thành tuyệt đối (1852)
- 24 vị tướng tỉnh Kai (1853)
- Chân dung bán thân của Goshaku Somegoro
- Phù thủy Takiyasha và bộ xương ma quái

Xem Dự án Kuniyoshi để biết thêm danh sách.

## Các tác phẩm

### Tam liên họa

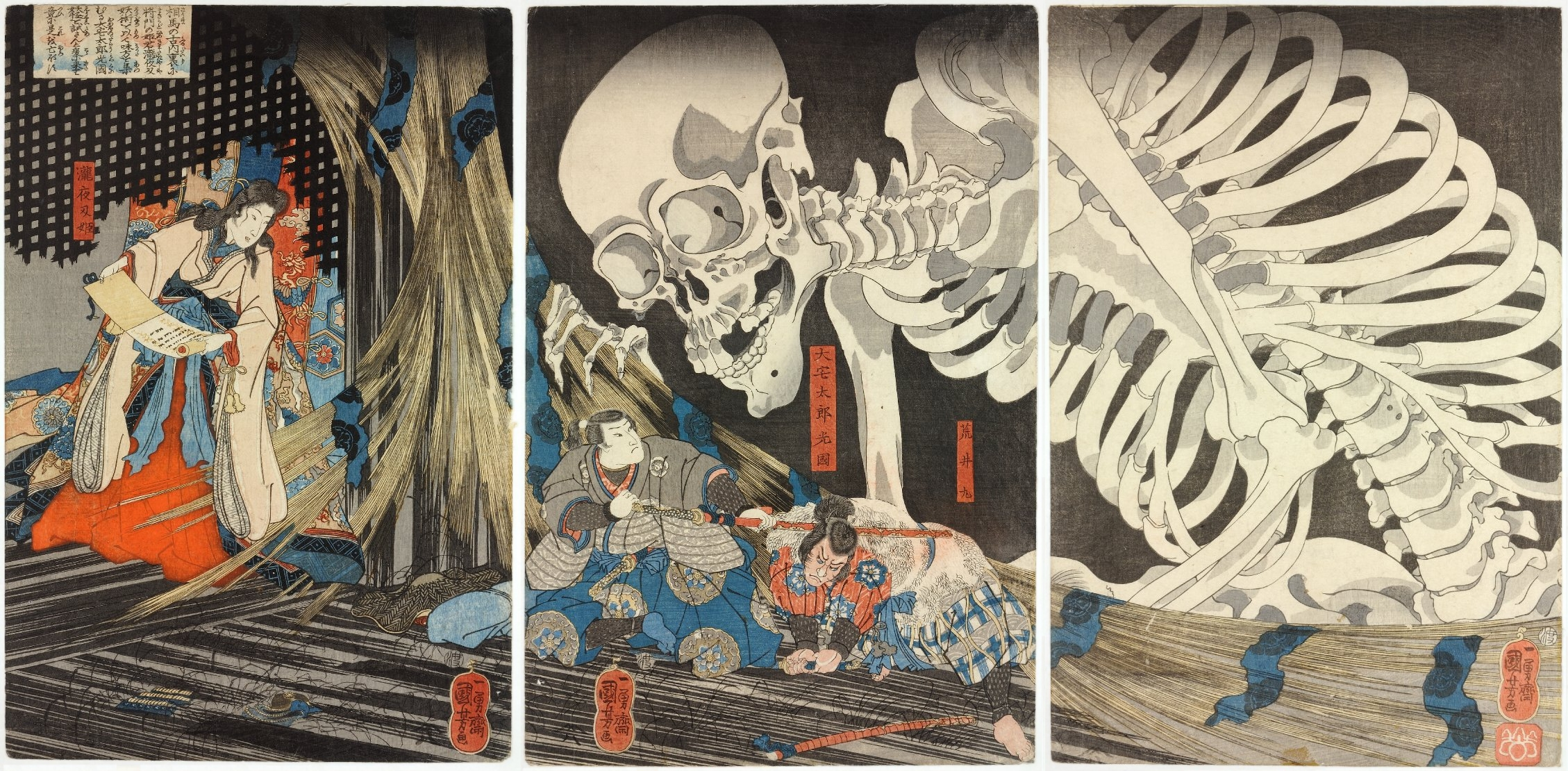
Takiyasha the Witch and the Skeleton Spectre, c. 1844
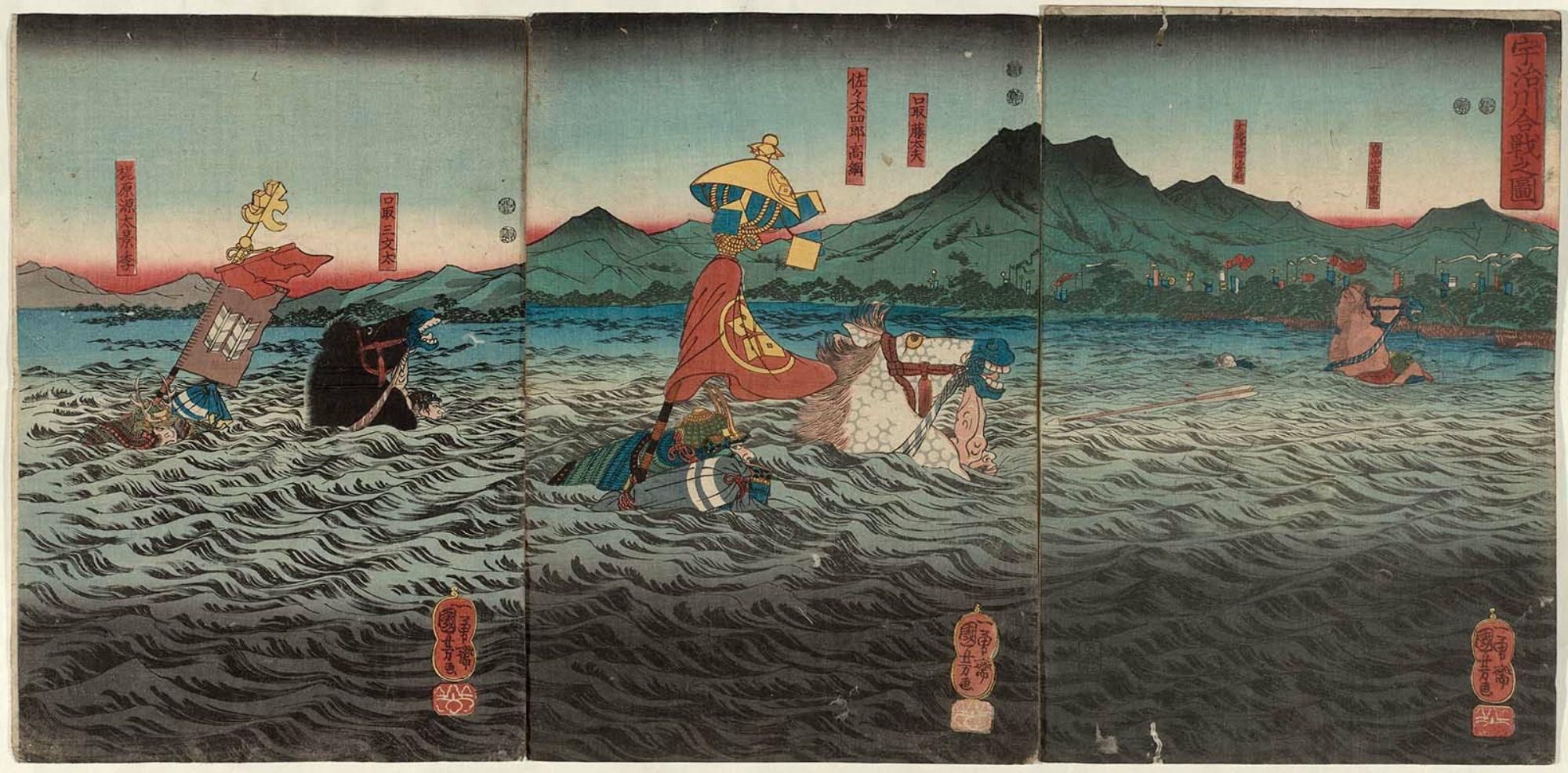
Kajiwara Kagesue, Sasaki Takatsuna, and Hatakeyama Shigetada racing to cross the Uji River before the second battle of Uji during the Genpei War
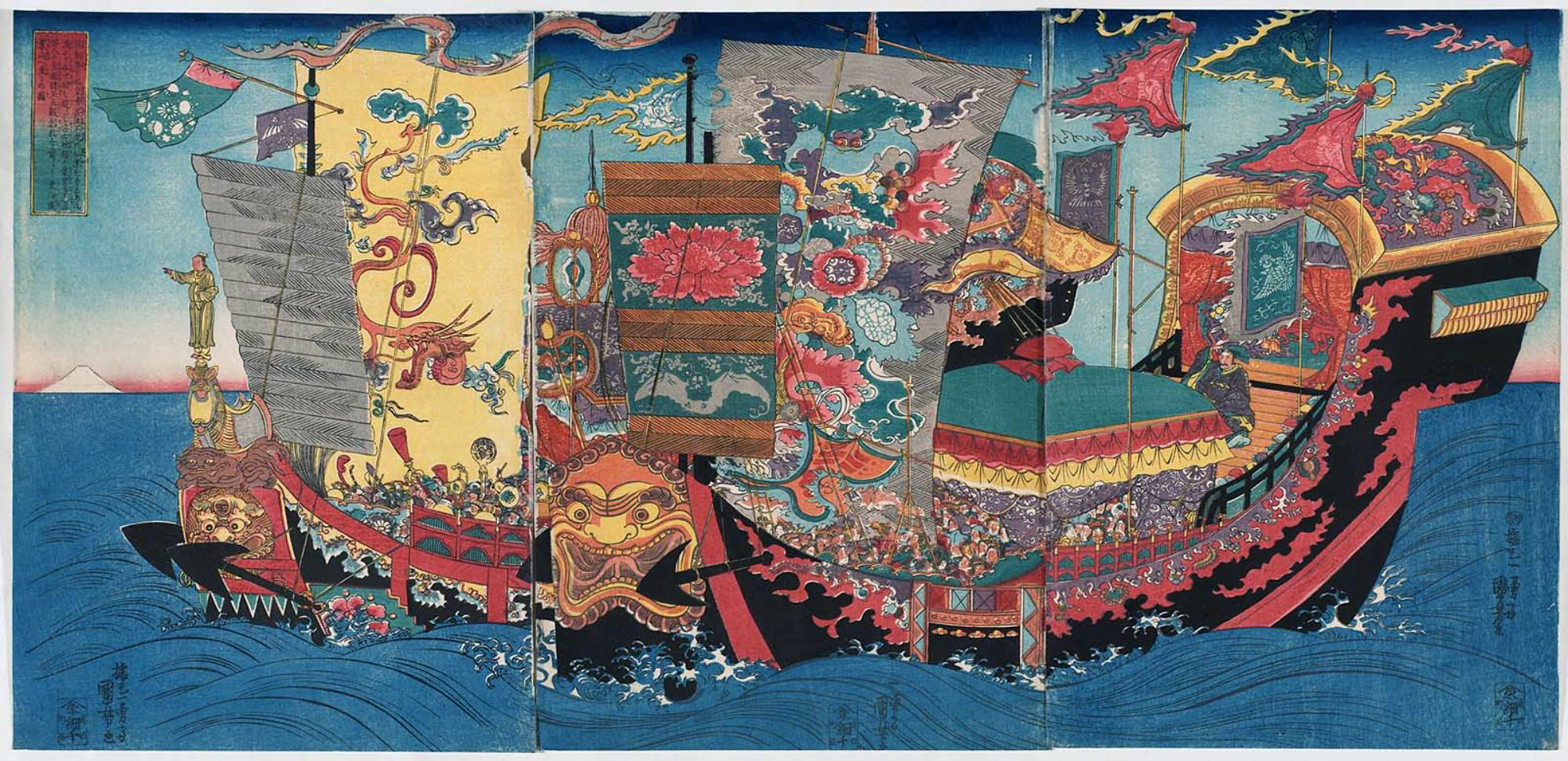
The First Emperor of the Qin Dynasty in China, in Search of the Magical Herbs of Longevity, Had Ten Great Ships Built, and the Court Magician Xu Fu with Five Hundred Boys and Girls, Carrying Treasure, Food Supplies, and Equipment, Set Out for Mount Pengla (c. 1843)

### Yoko-e, bản in ở định dạng ngang hoặc tranh phong cảnh

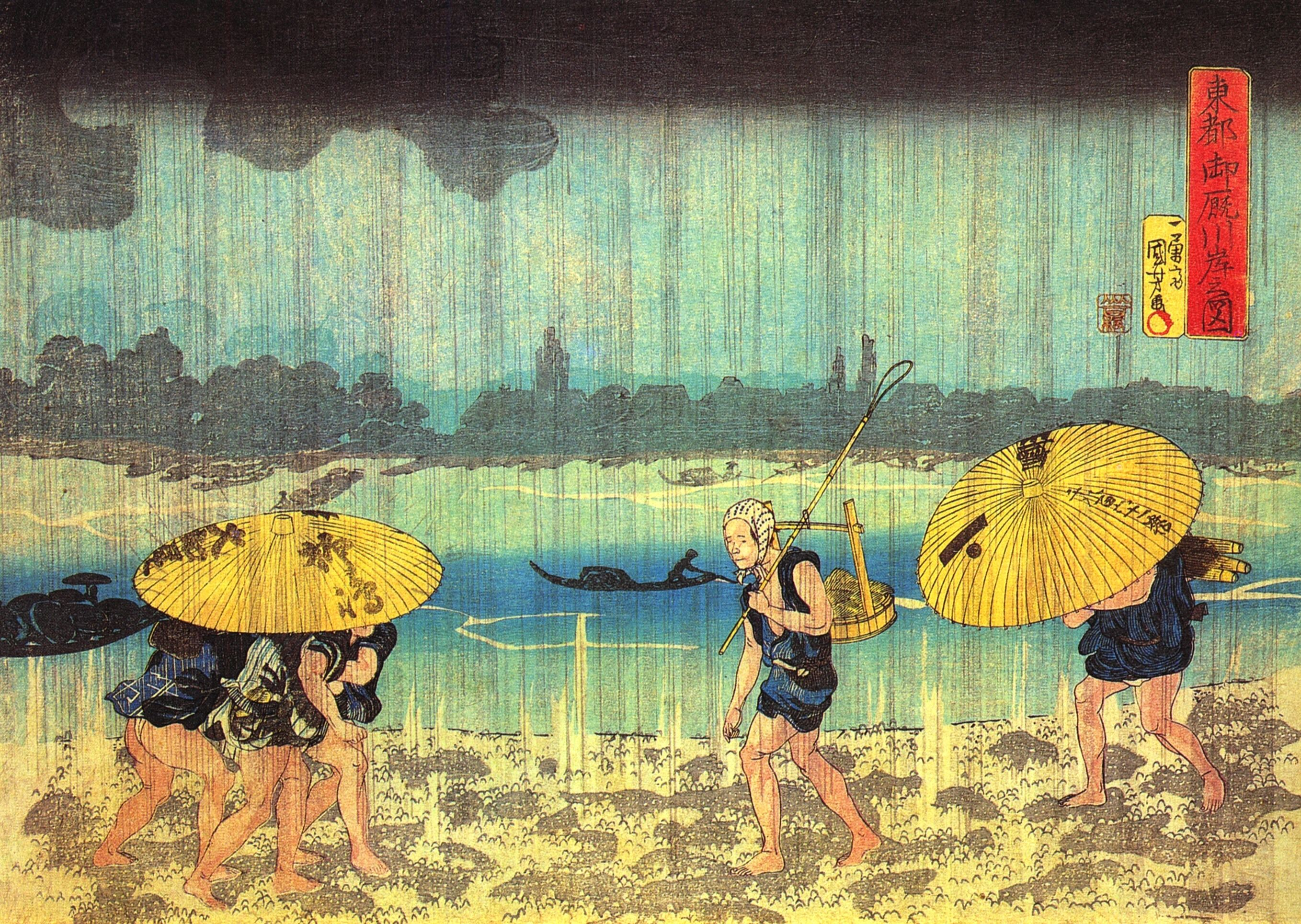
Bên bờ sông Sumida
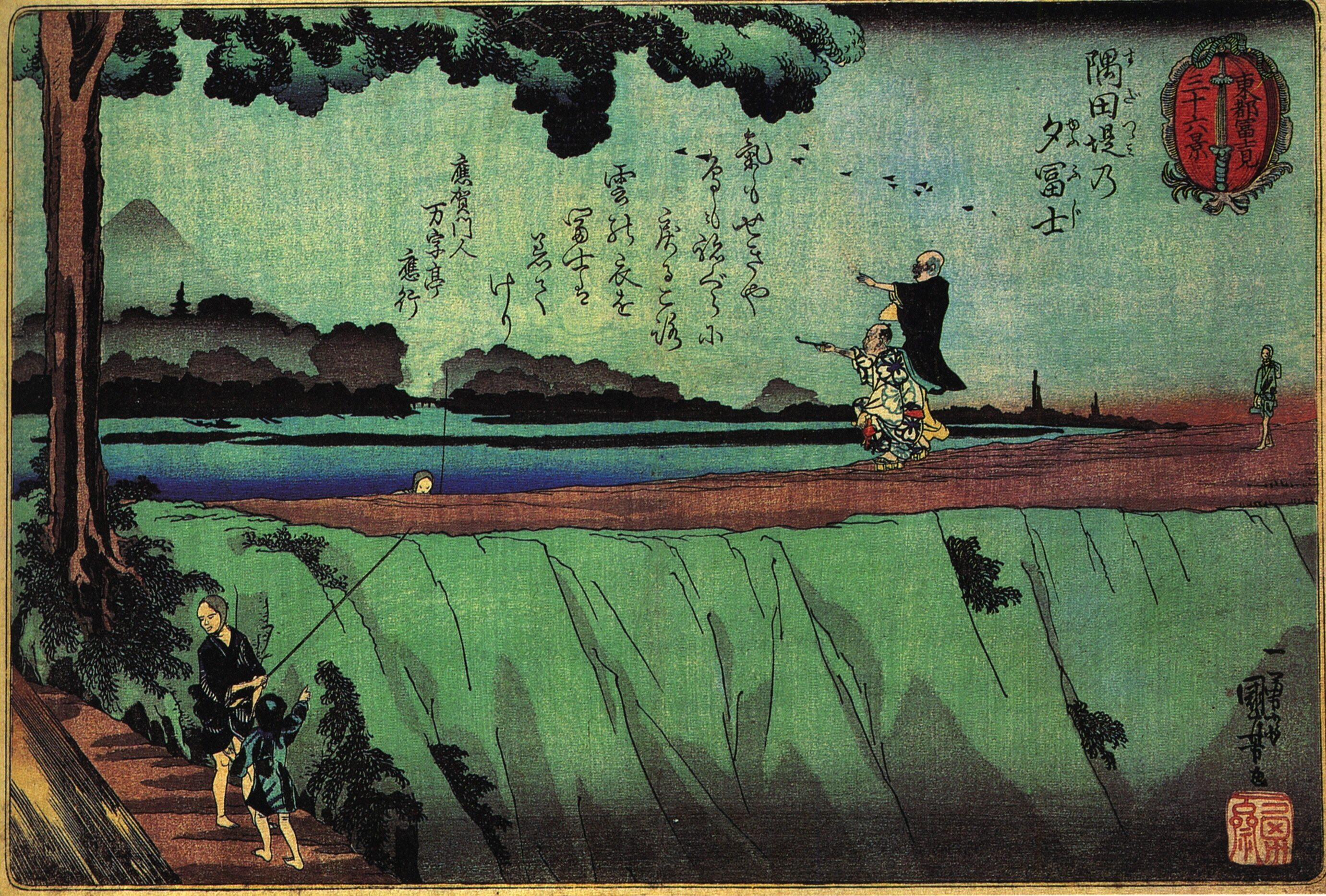
Núi Phú Sĩ từ Sumida
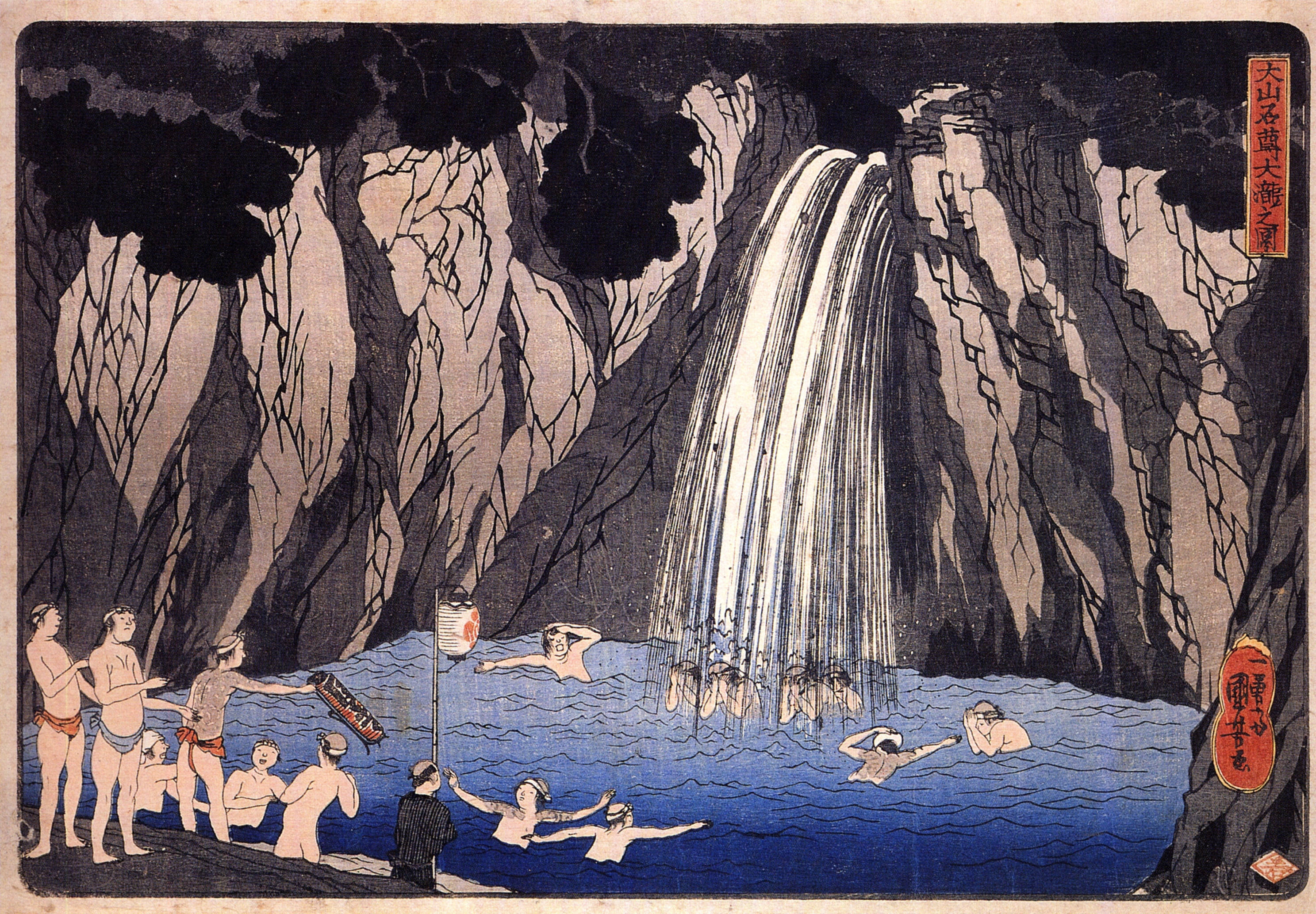
Những người hành hương dưới thác nước

### Bản in đơn

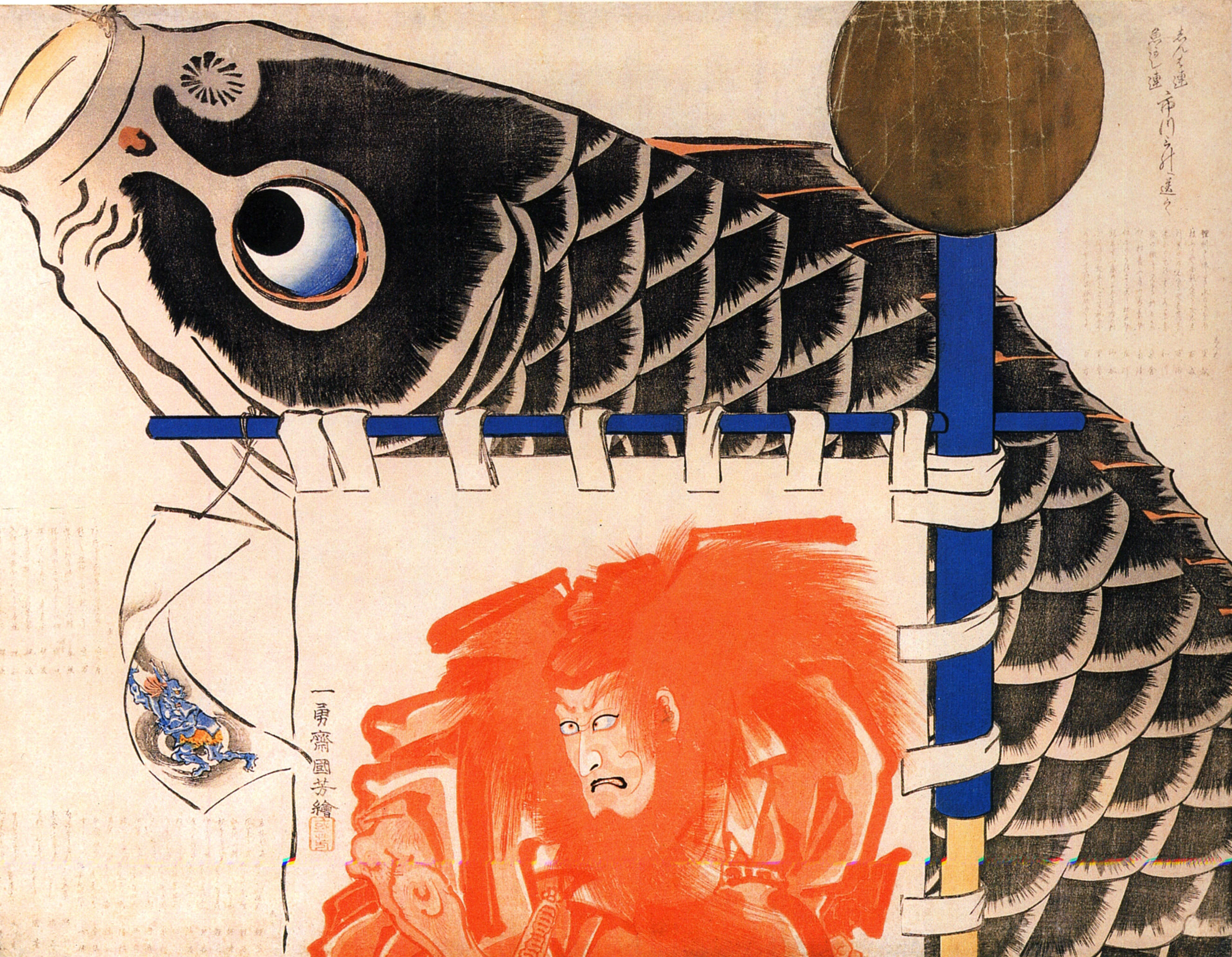
Banners for boys' day festival
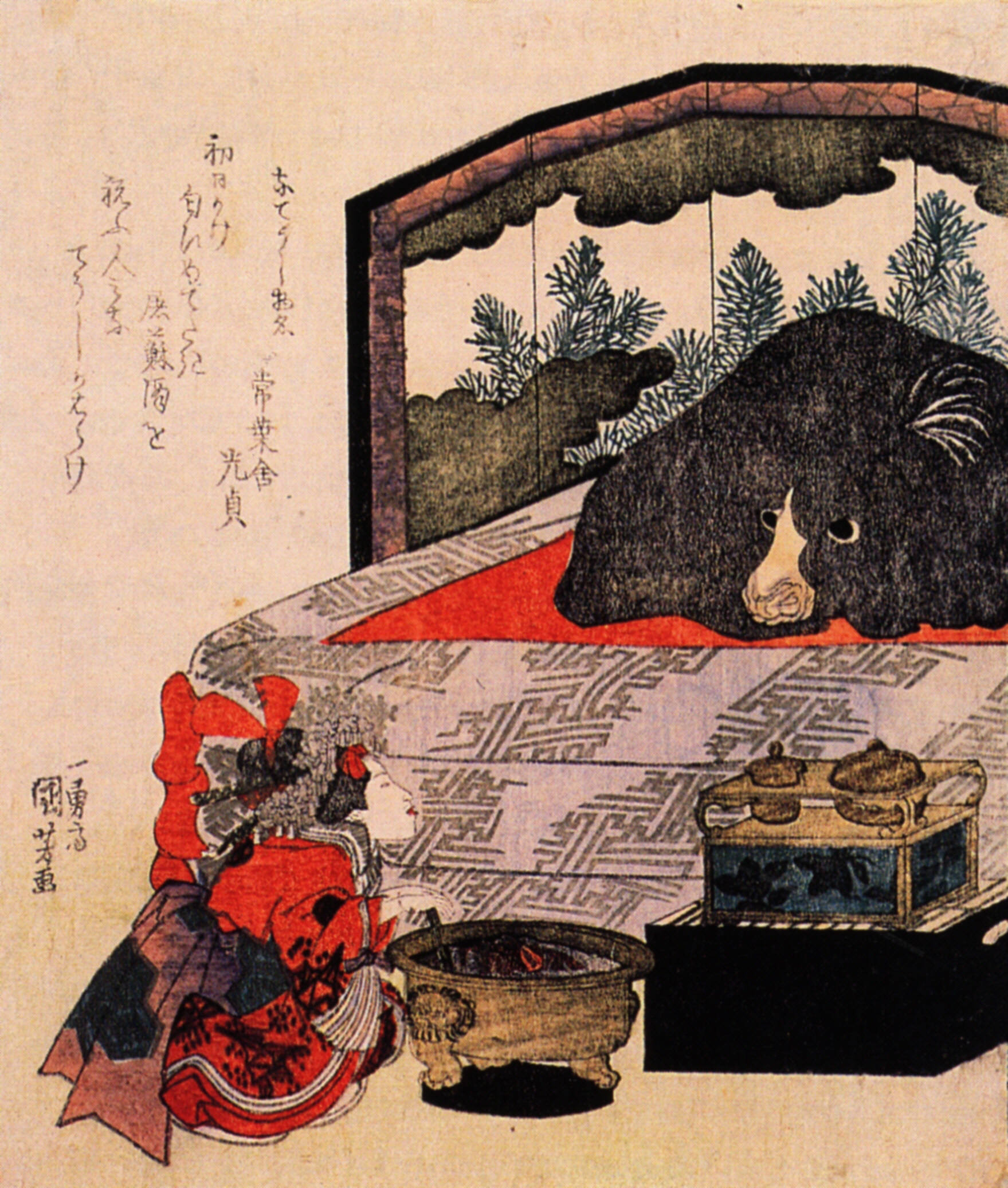
Courtesan in training
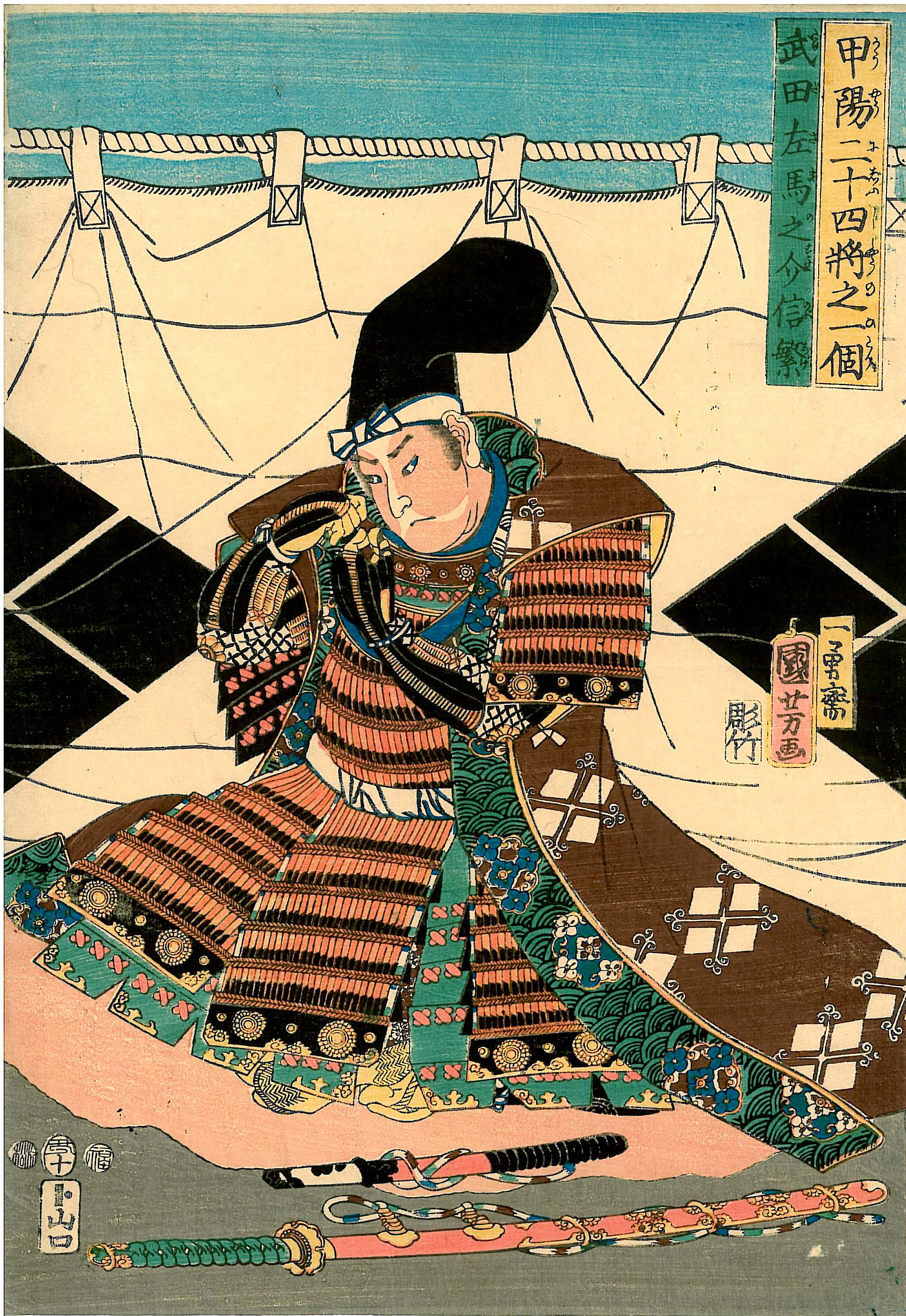
Takeda Nobushige from the series 24 Generals of Kai Province
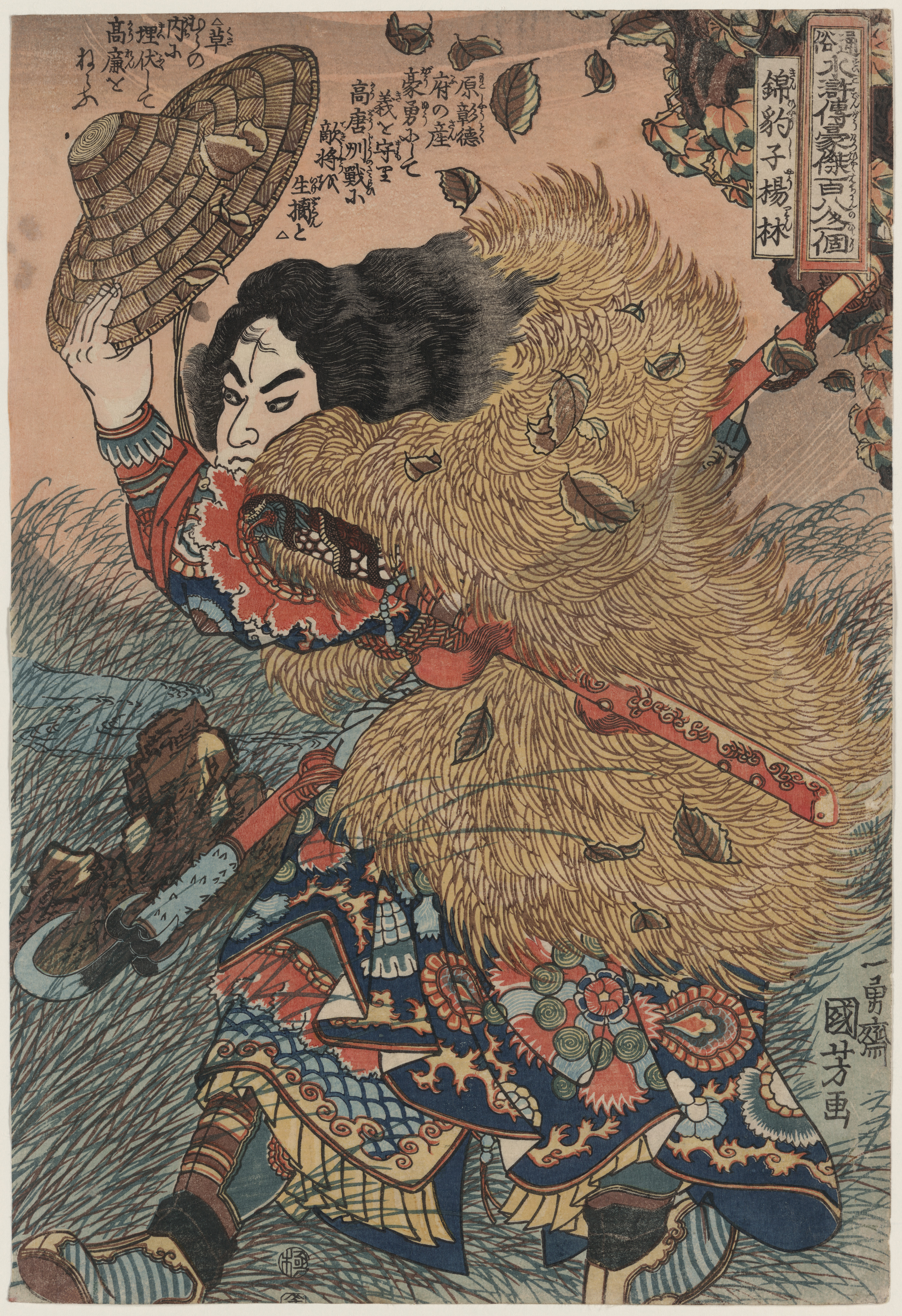
from the series Heroes of Our Country's Suikoden
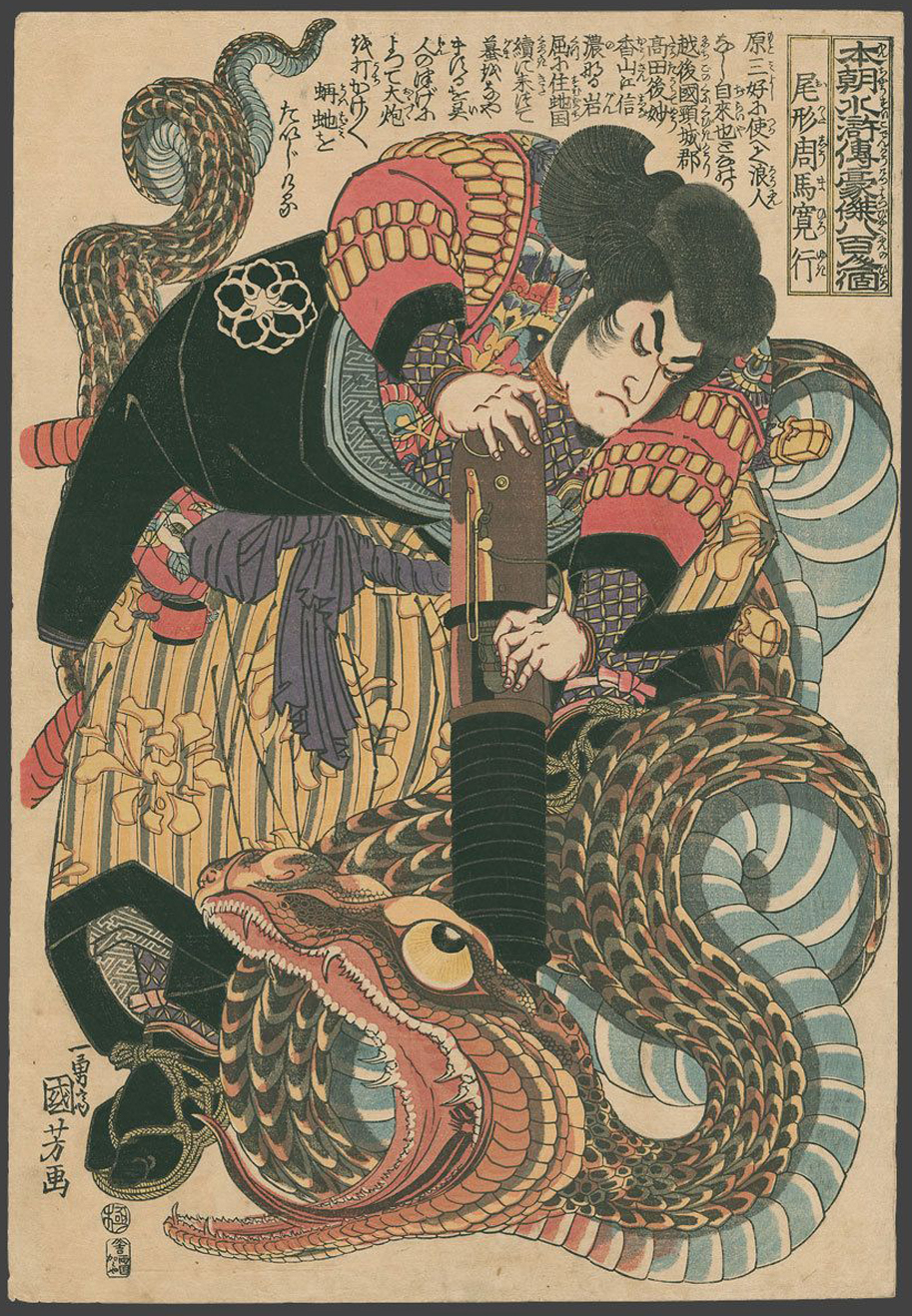
from the series Heroes of Our Country's Suikoden
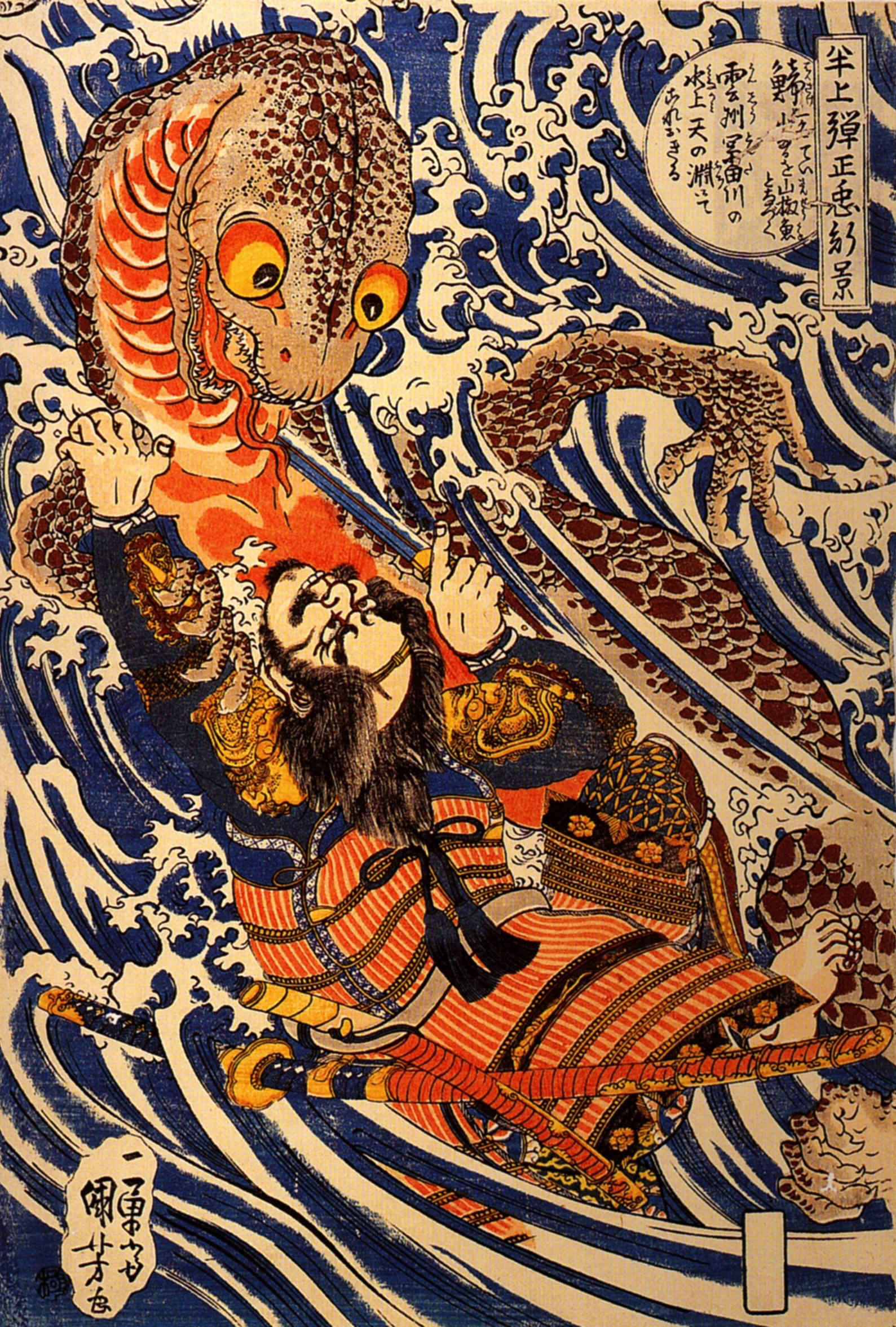
Hanagami Danjo no jo Arakage fighting a giant salamander
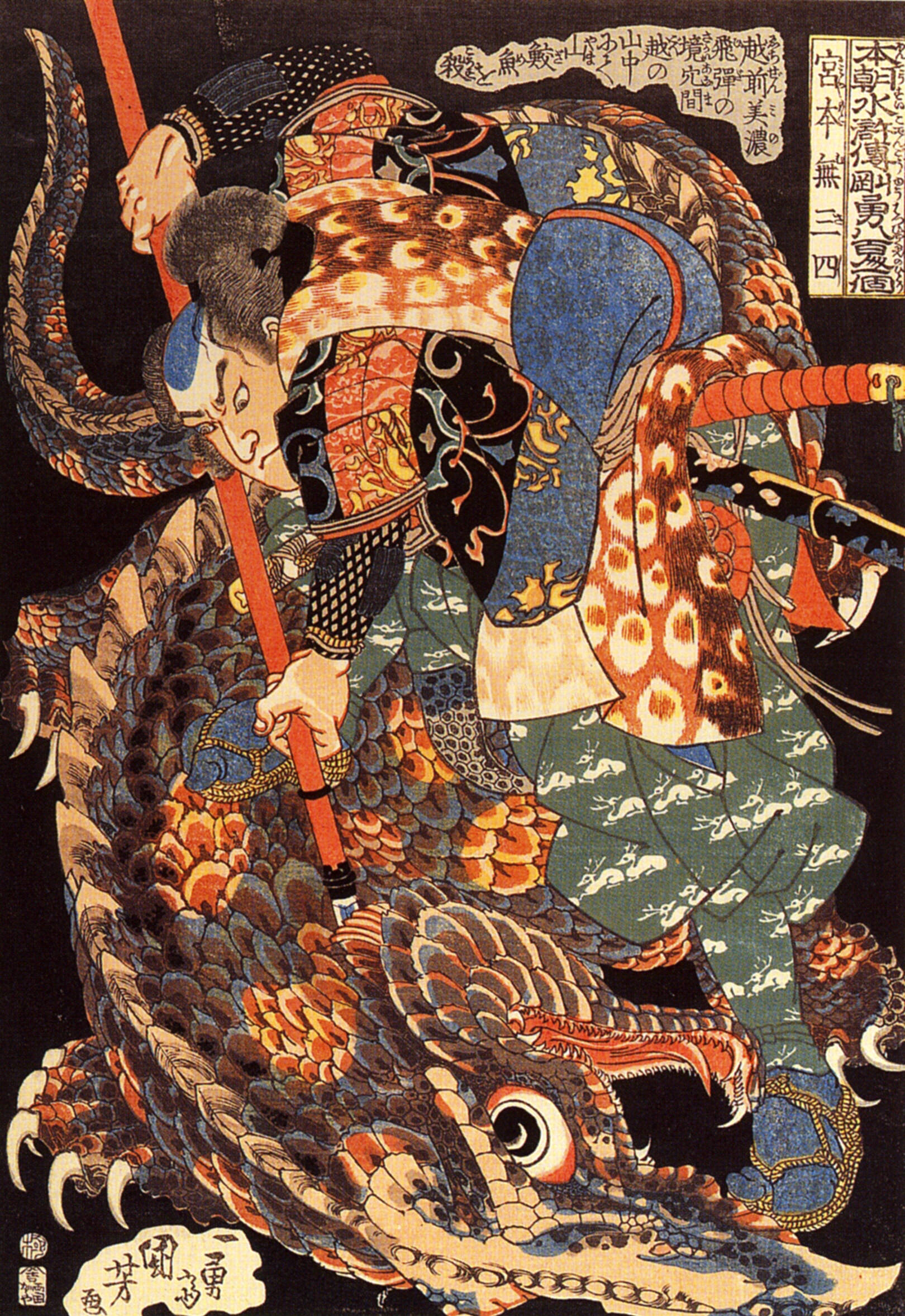
Miyamoto Musashi[10] killing a giant lizard
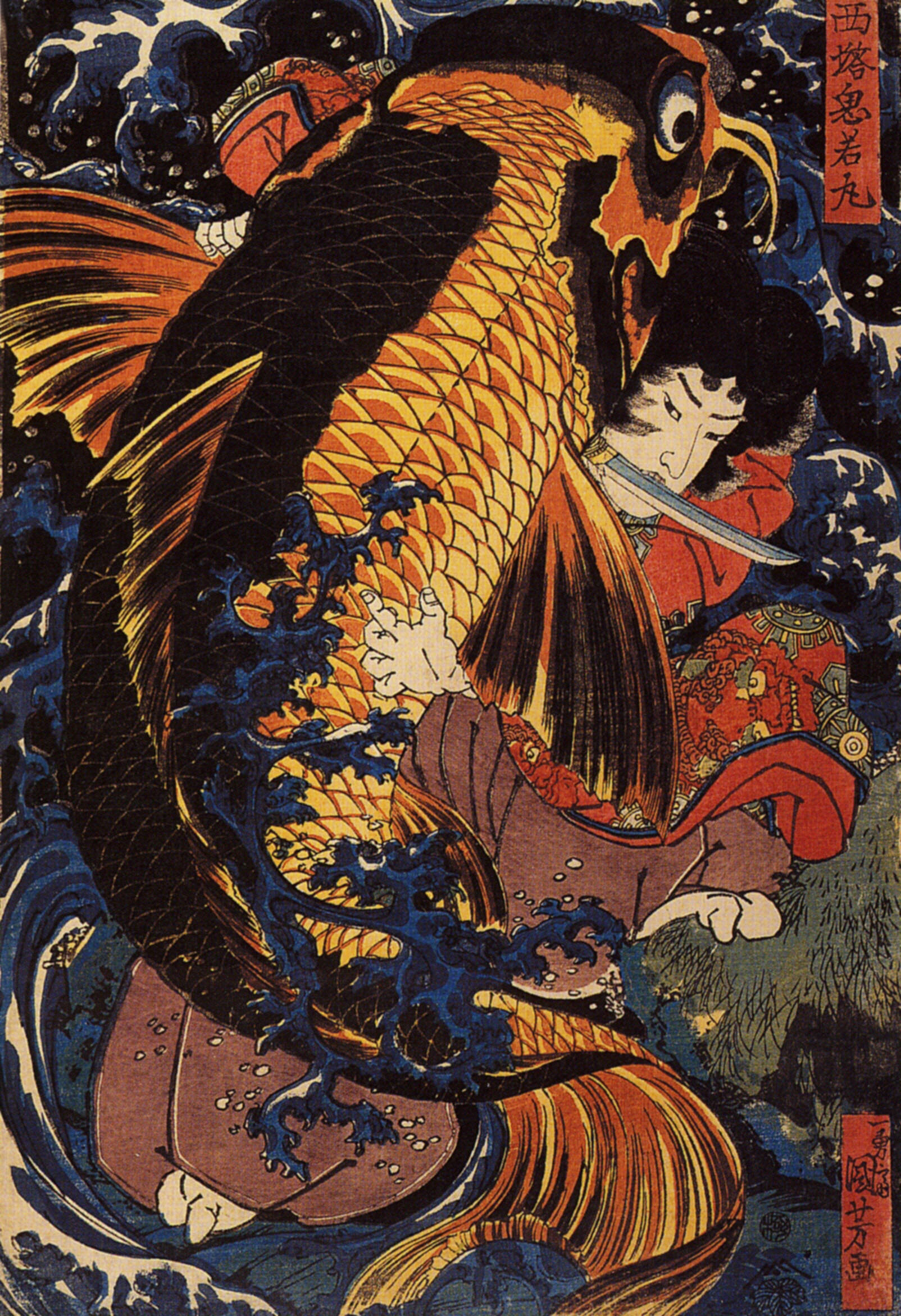
Saito Oniwakamaru, the young Benkei, fights the giant carp at the Bishimon waterfall
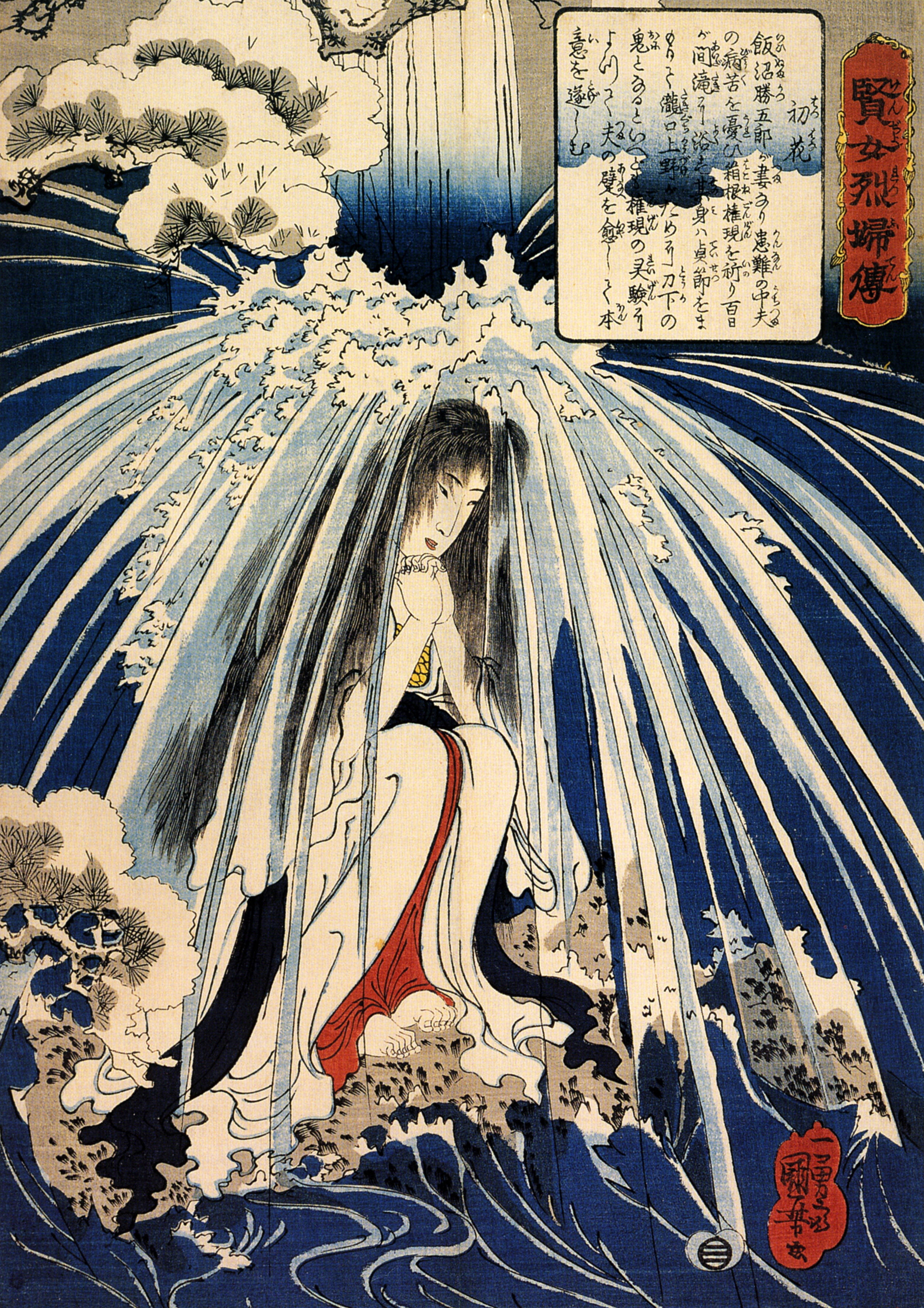
Hatsuhana doing penance under the Tonosawa waterfall
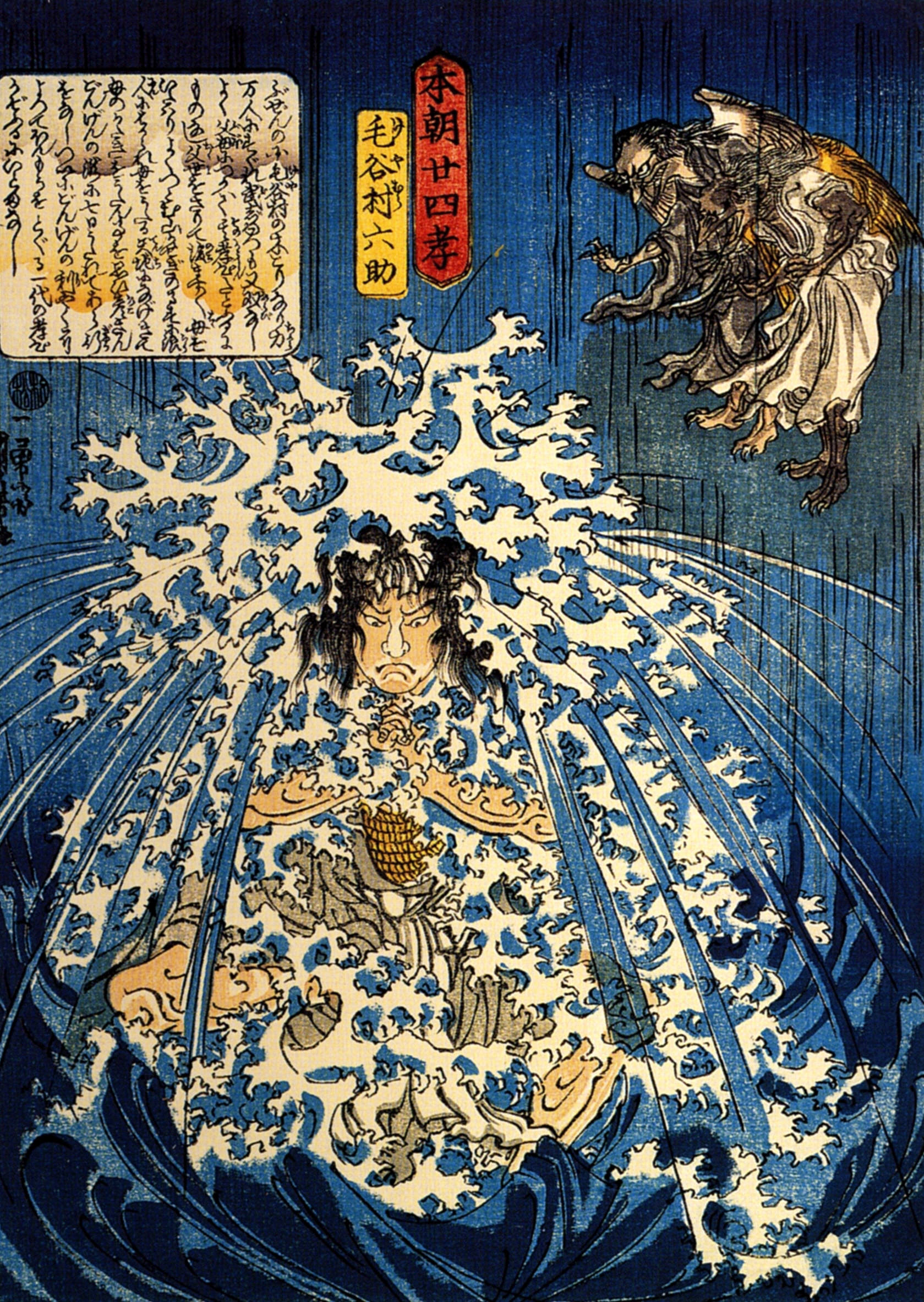
Keyamura Rokusuke under the Hikosan Gongen waterfall
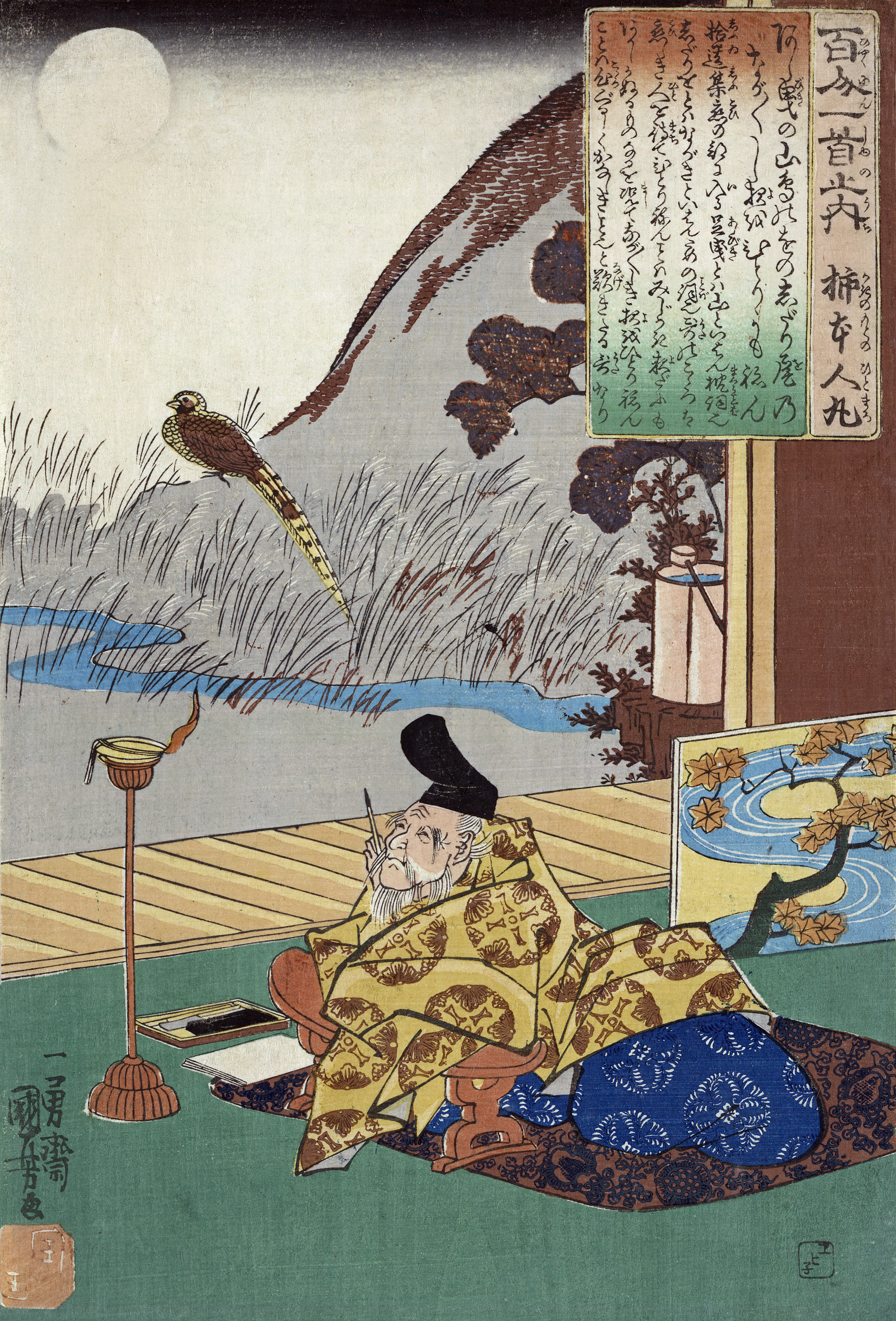
Kakinomoto no Hitomaro
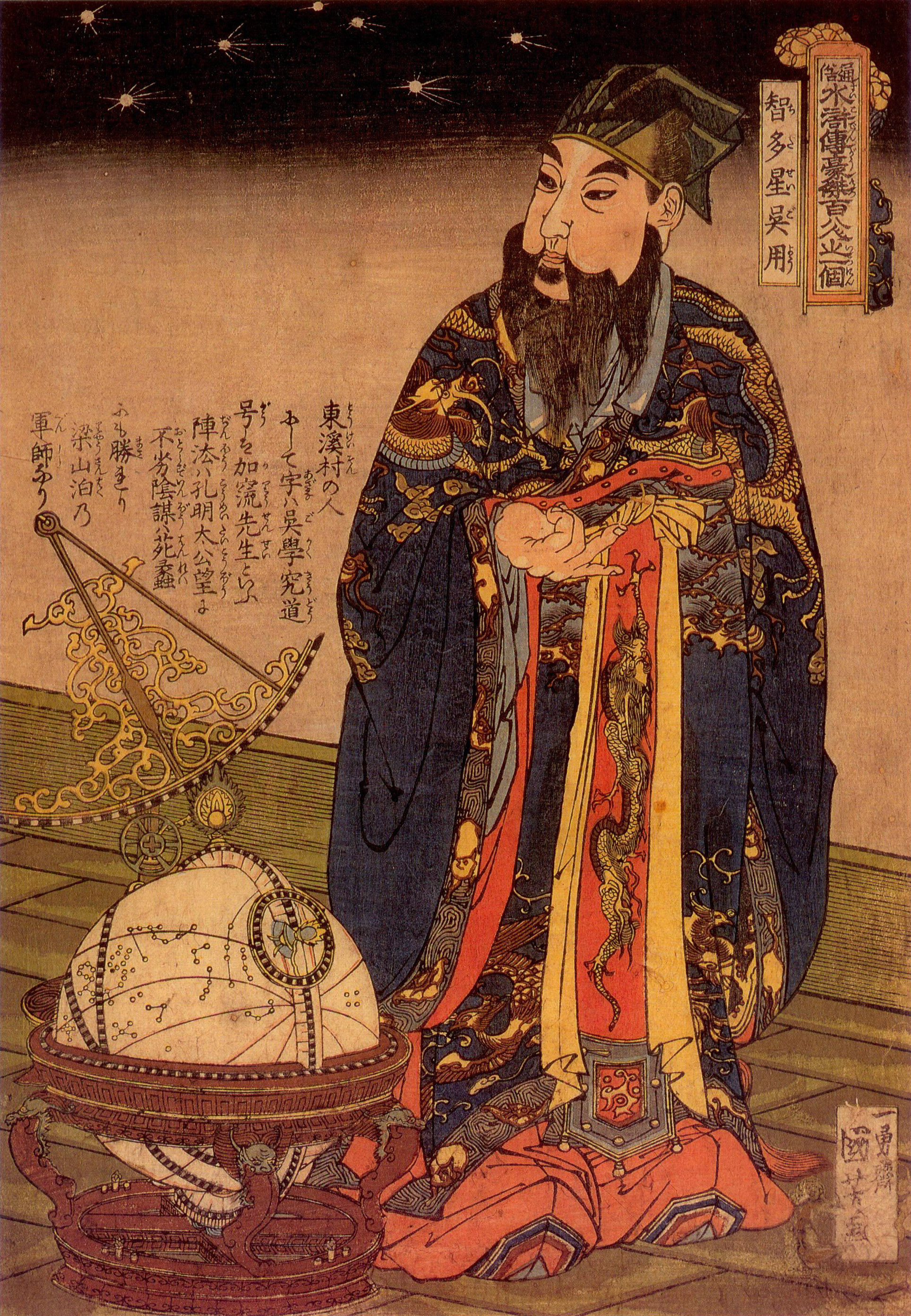
Portrait of Chicasei Goyô (Wu Yong) (1827–1830)
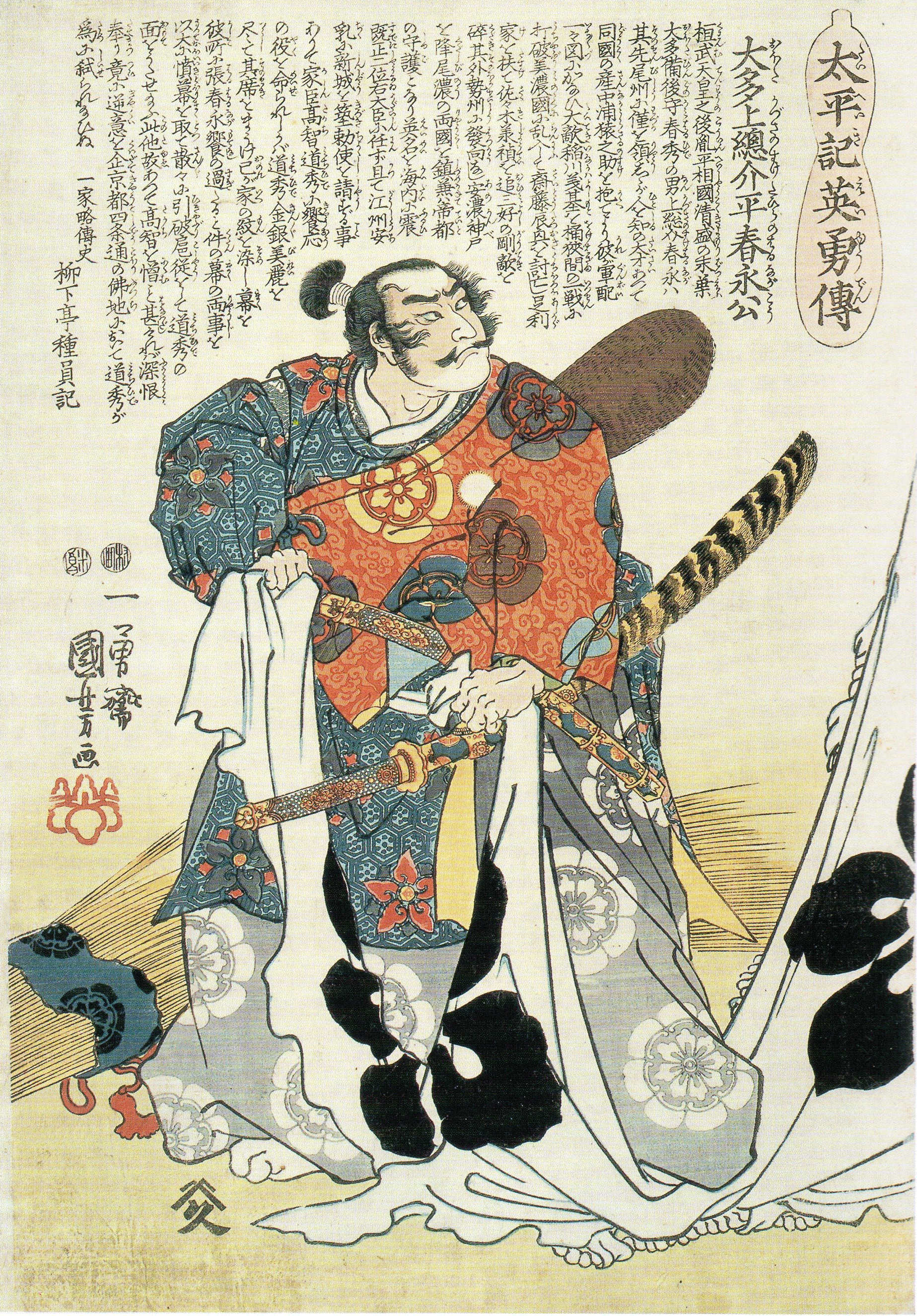
Ukiyo-e of Oda Nobunaga
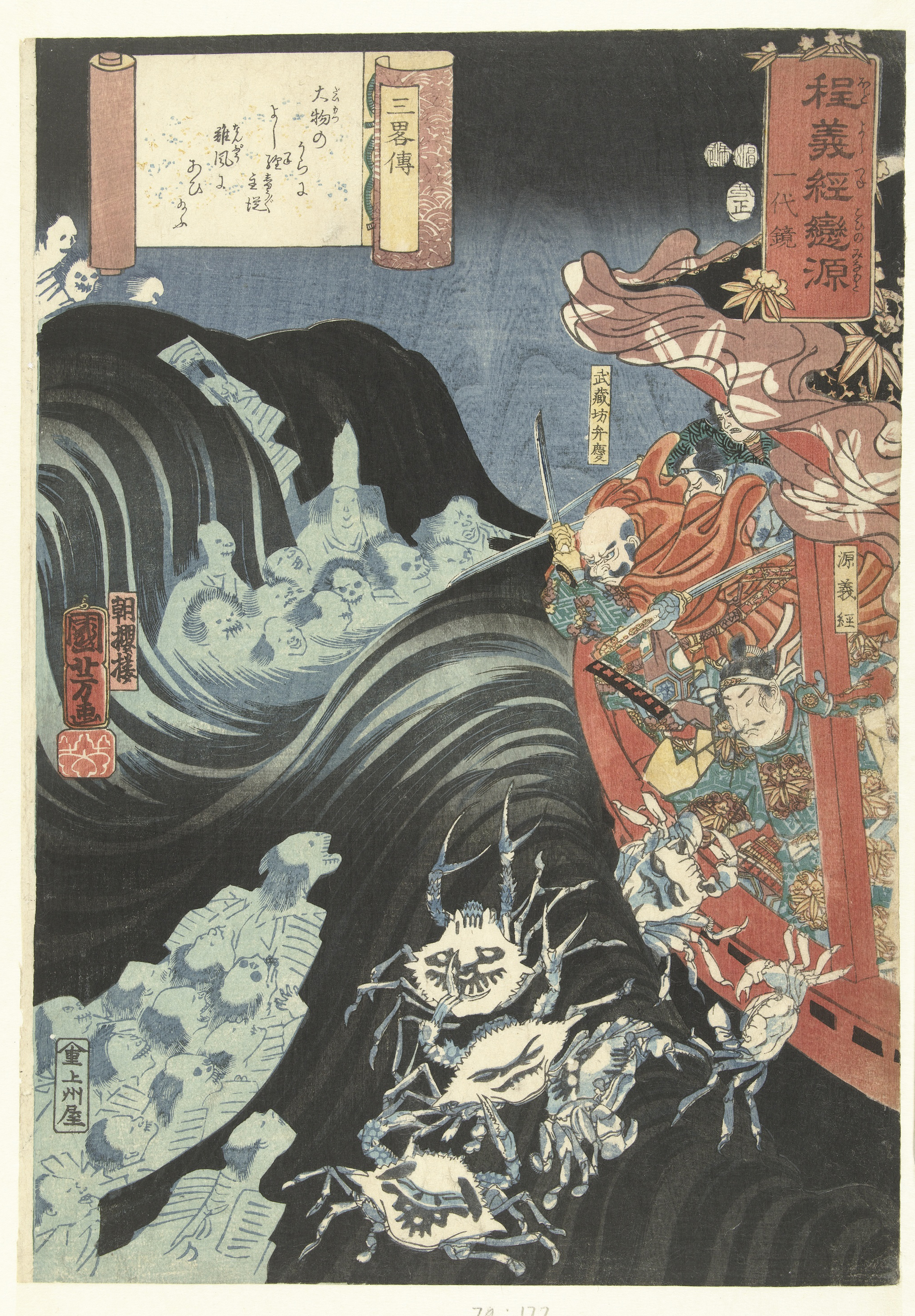
Utagawa Kuniyoshi, Yoshitsune and Benkei defending themselves in their boat during a storm created by the ghosts of conquered Taira clan warriors
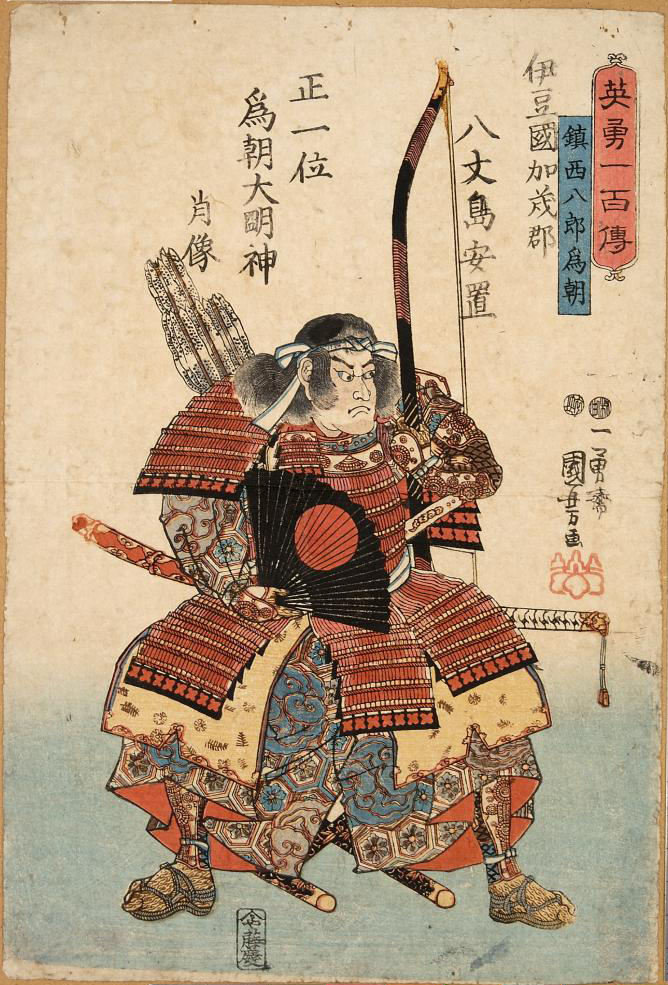
Minamoto no Tametomo with a gunsen fan

### Các chủ đề khác
Tác phẩm của Kuniyoshi có thể xếp theo từng chủ đề riêng, như trong nhóm tranh về mèo này.

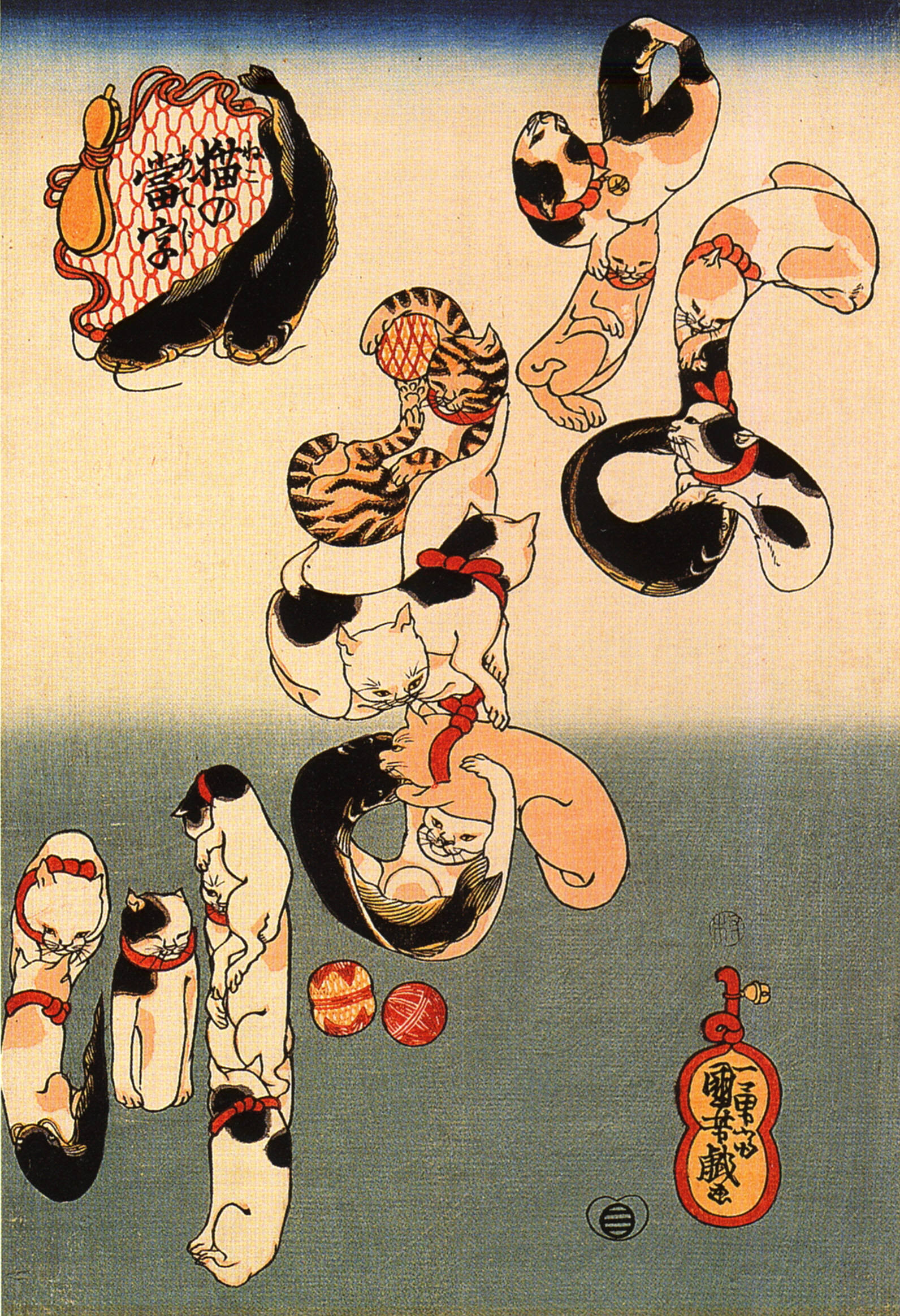
Cats forming the characters for catfish
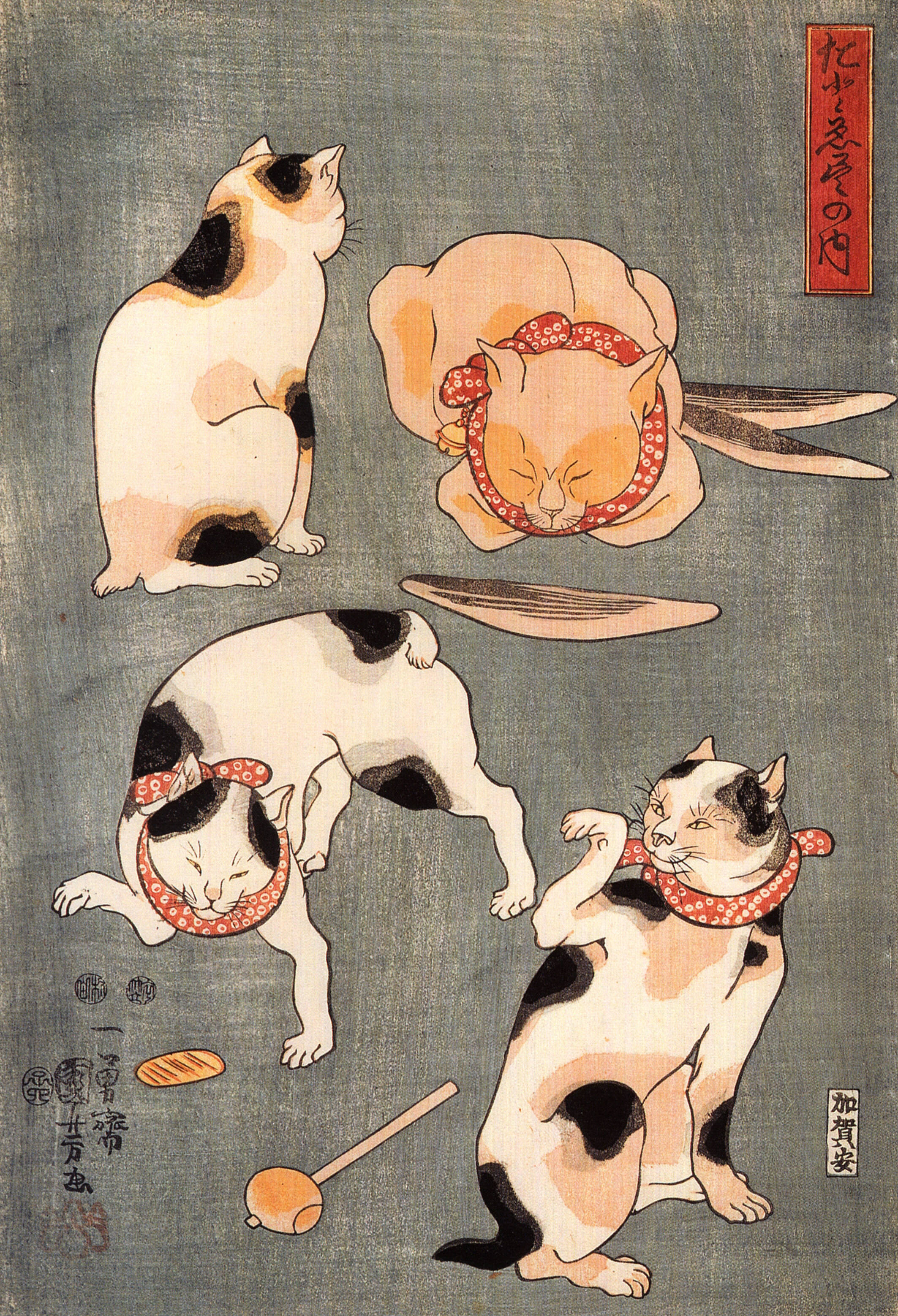
Four cats in different poses illustrating Japanese proverbs

| - Cats forming the characters for catfish - Four cats in different poses illustrating Japanese proverbs | - Cats suggested as The Fifty-three Stations of the Tōkaidō | . |

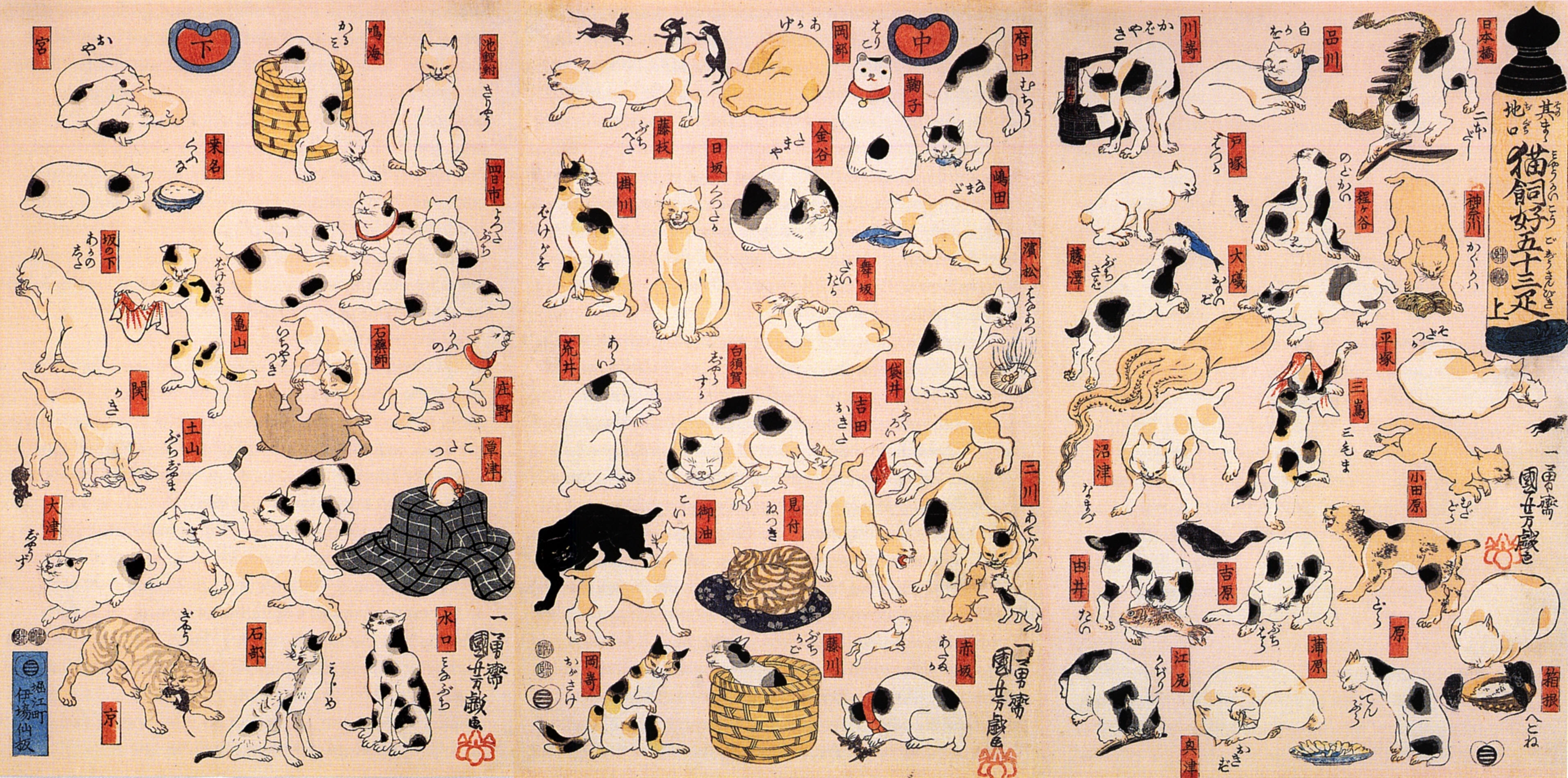
Cats suggested as The Fifty-three Stations of the Tōkaidō

Tranh biếm họa.

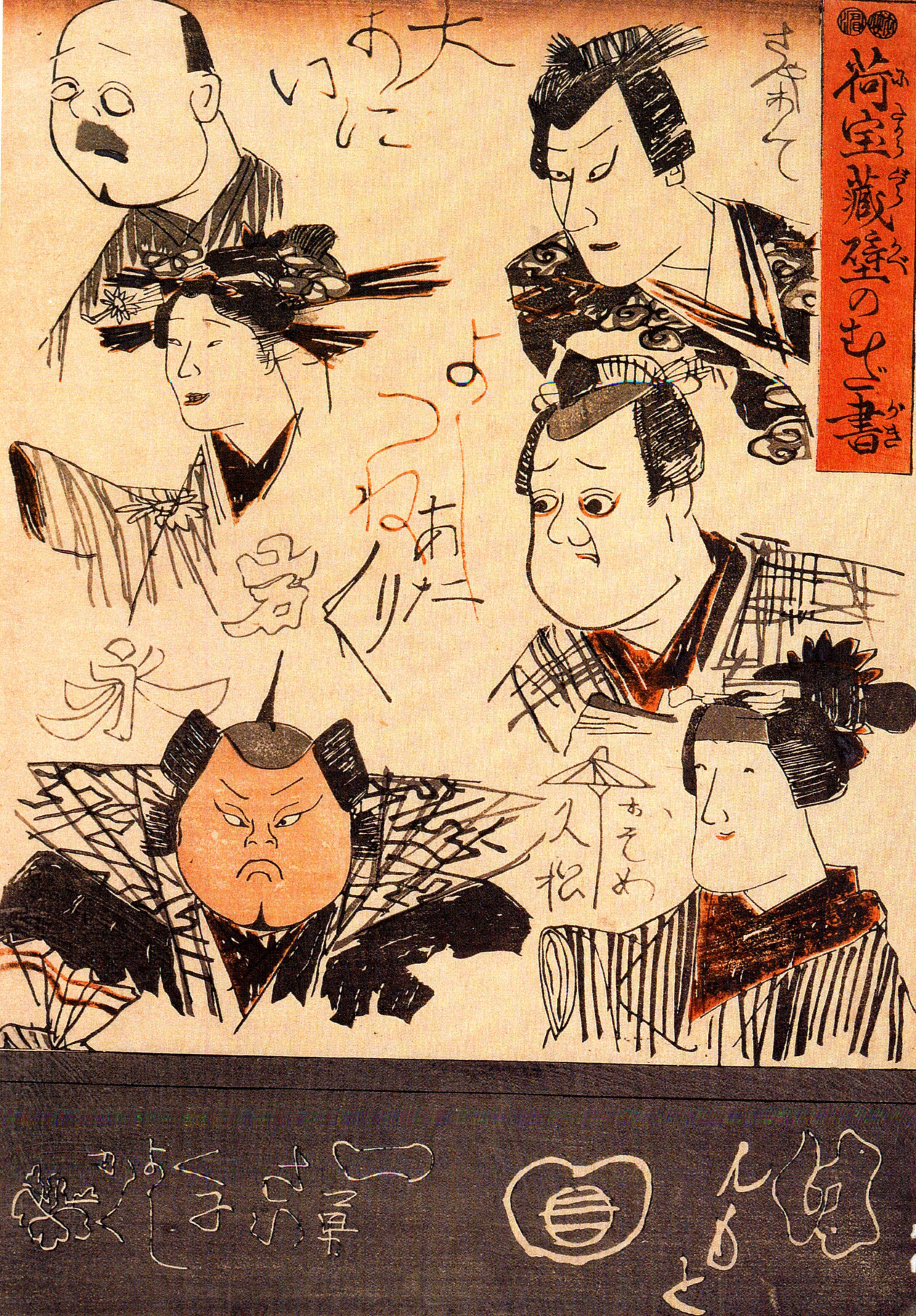
Scribbling on the storehouse wall
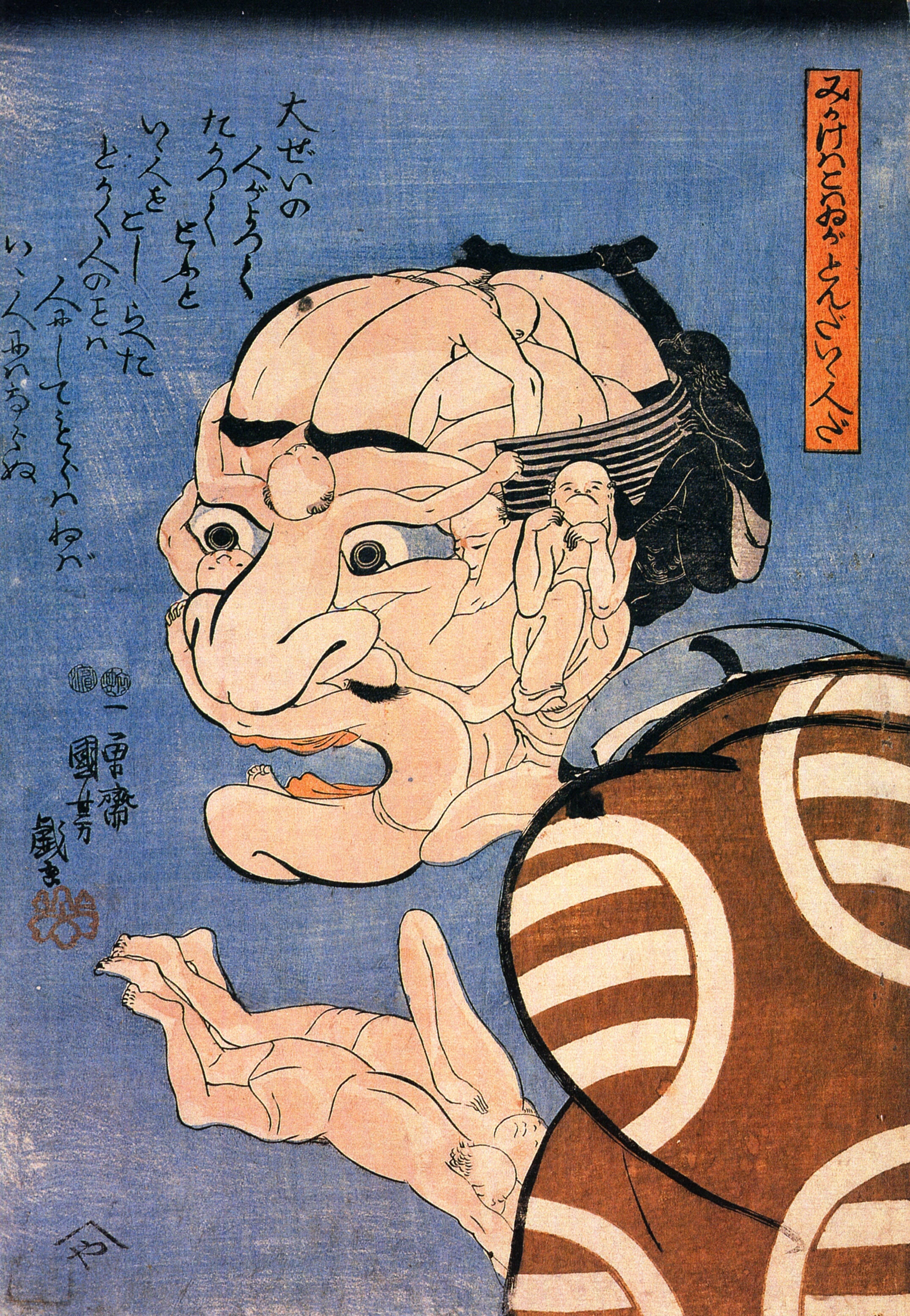
At first glance he looks very fierce, but he is actually a kind person

Quái vật Chūshingura (Bakemono Chūshingura), ca. 1836, Bảo tàng Nghệ thuật Đại học Princeton

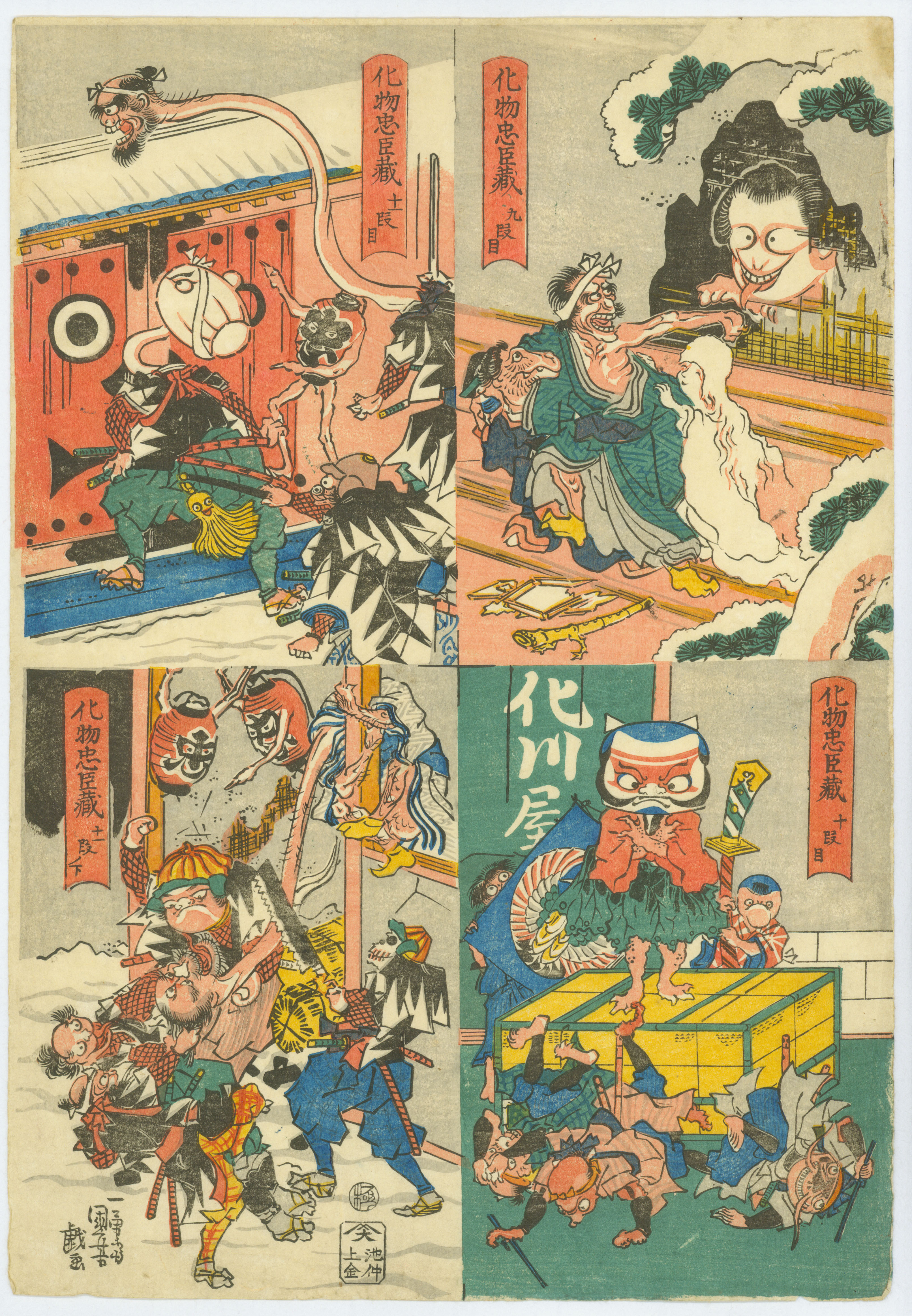
Acts 9-11 of the Kanadehon Chūshingura with act nine at top right, act ten at bottom right, act eleven, scene 1, at top left, act eleven, scene 2 at bottom left
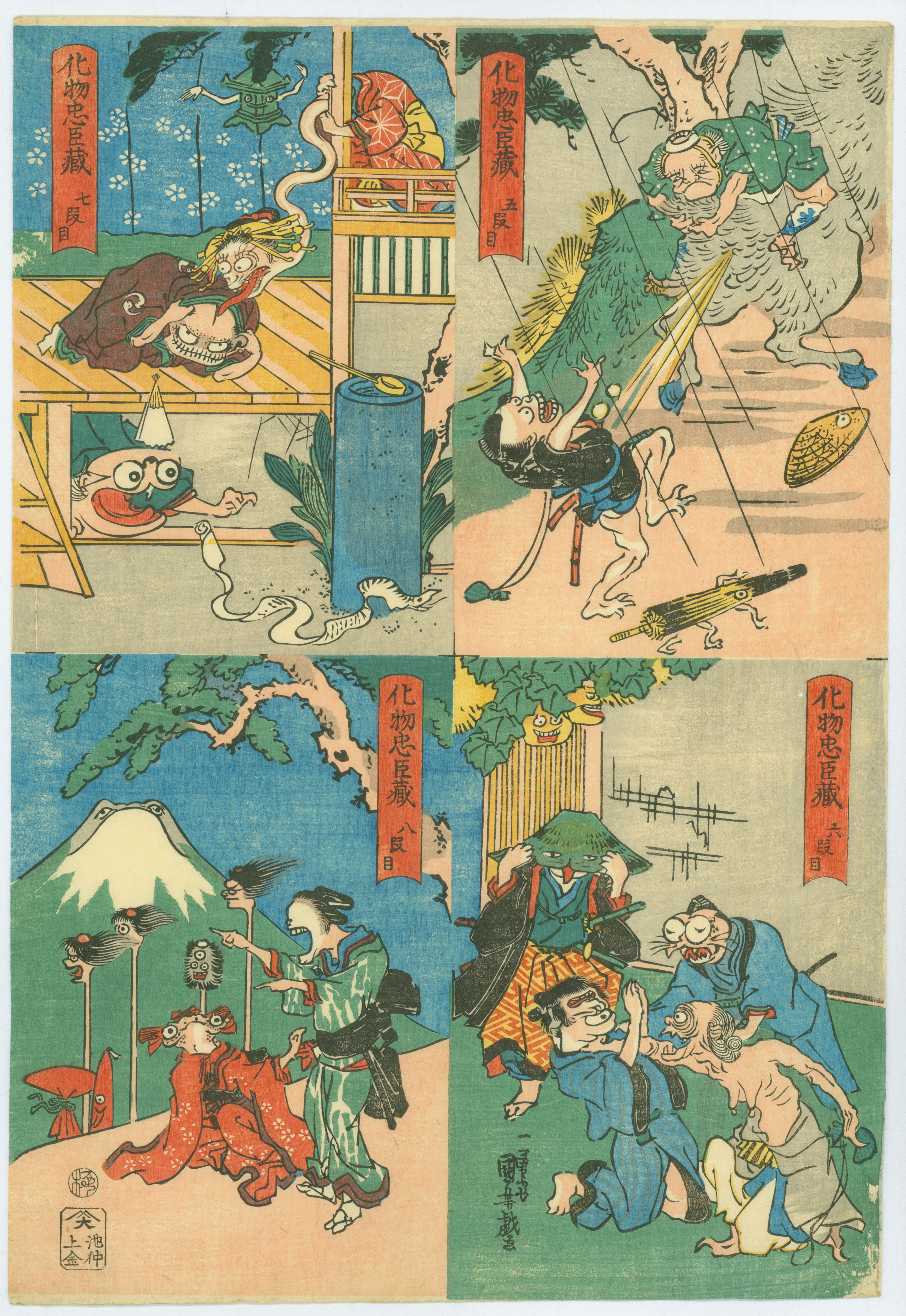
Acts 5-8 of the Kanadehon Chūshingura with act five at top right, act six at bottom right, act seven at top left, act eight at bottom left
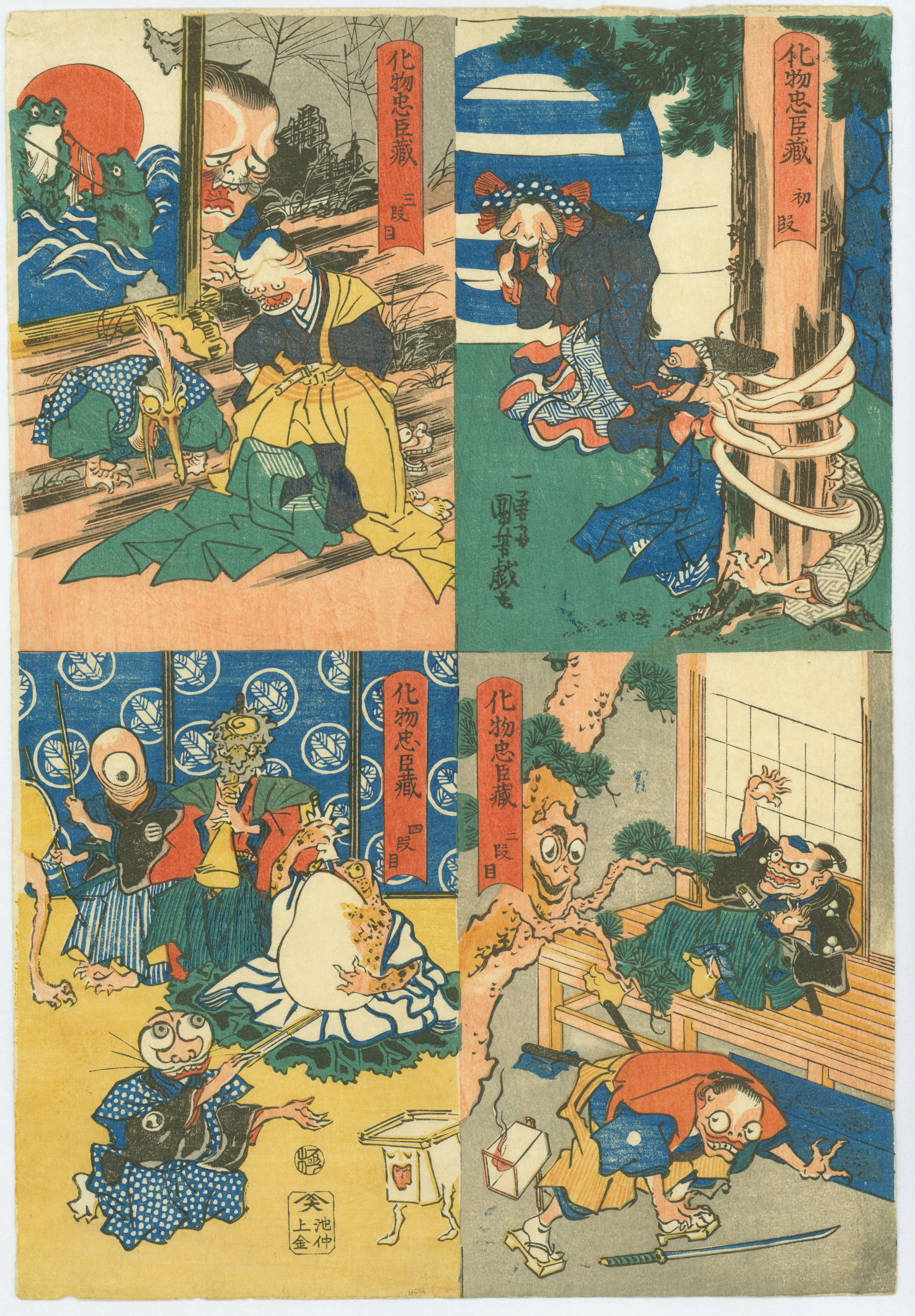
Acts 1-4 of the Kanadehon Chūshingura with act one at top right, act two at bottom right, act three at top left, act four at bottom left